# Petit Trianon
Pour les articles homonymes, voir Trianon (homonymie).

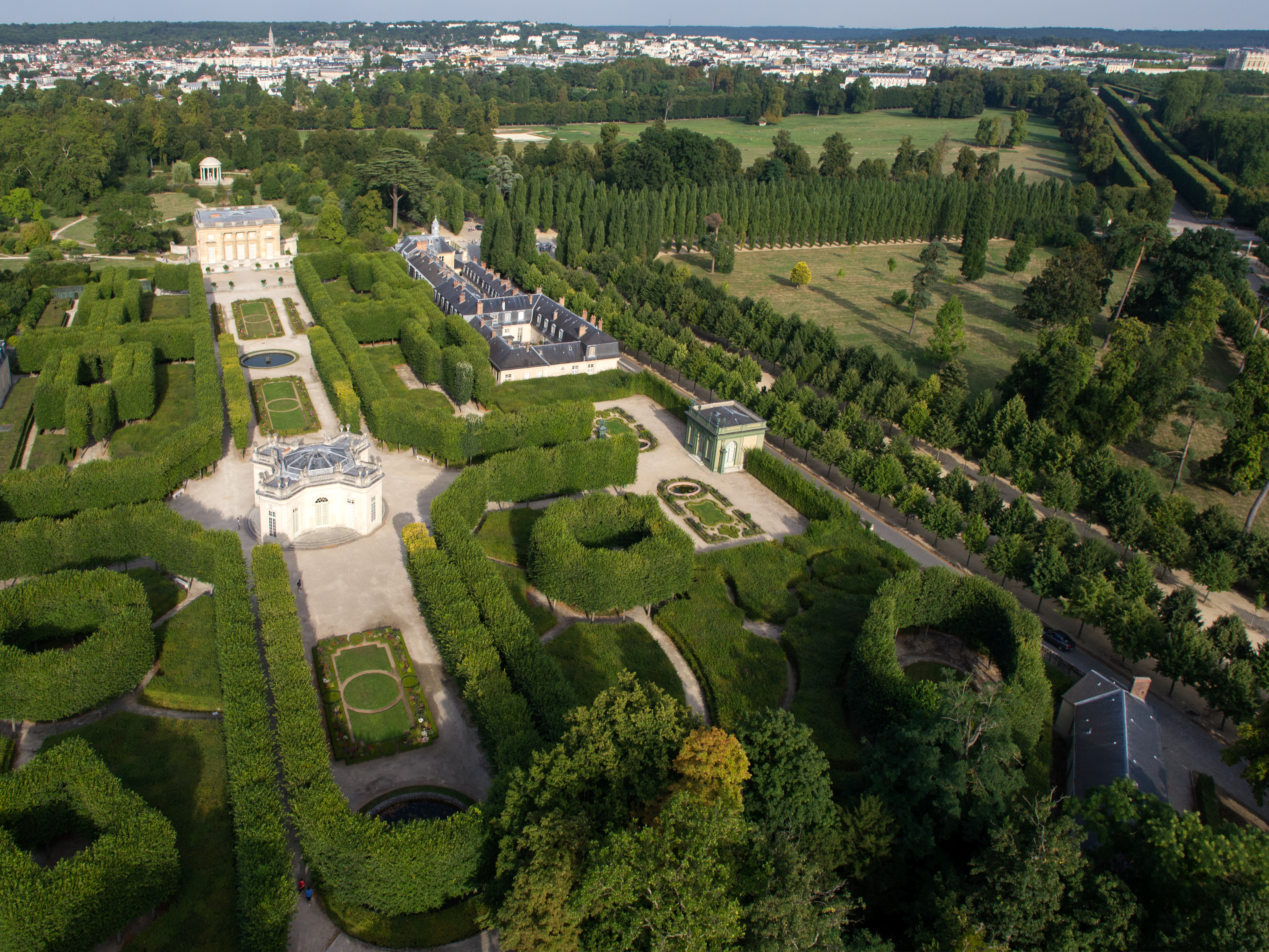
Le Petit Trianon. Vue aérienne.

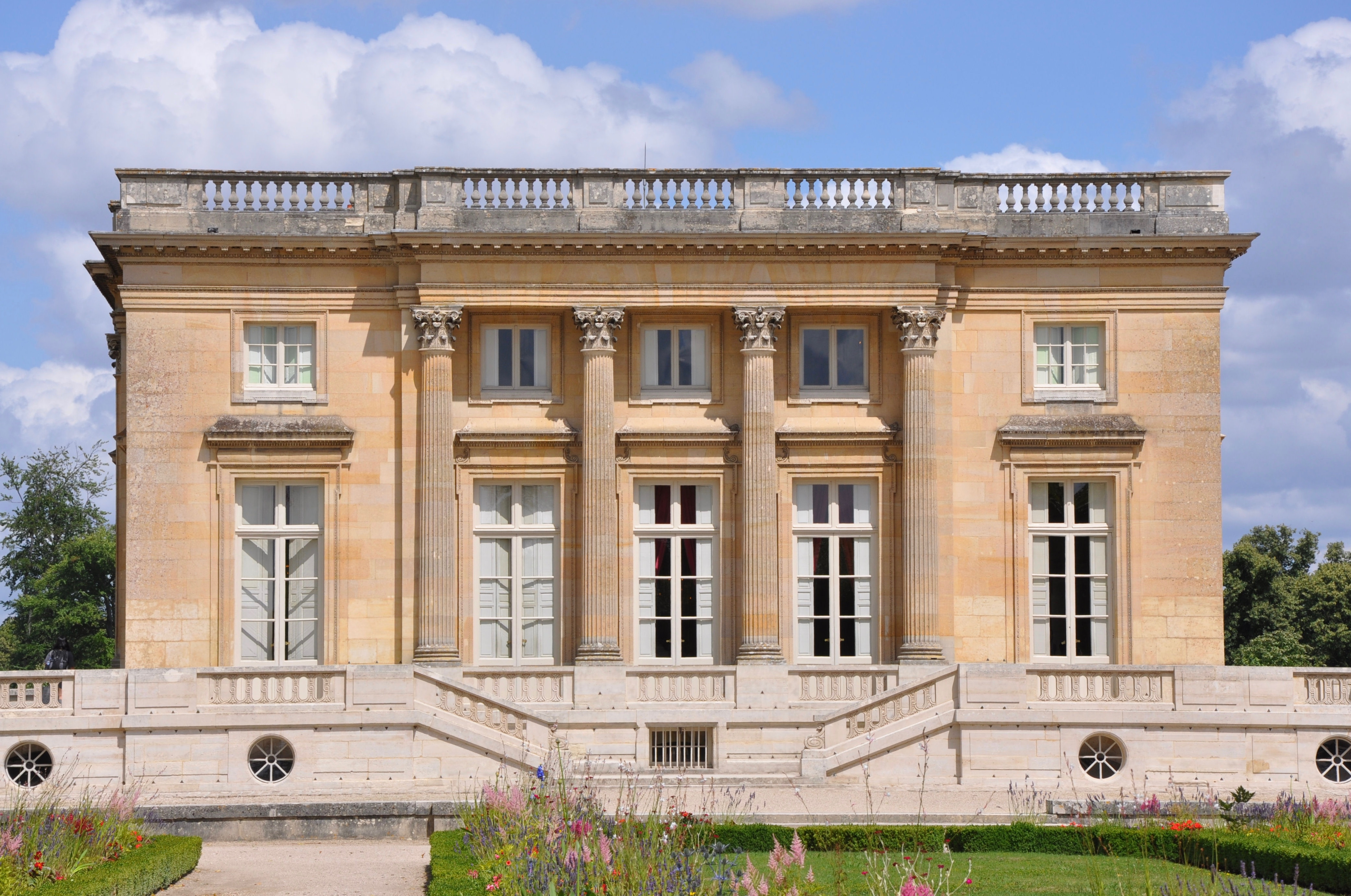
Le château. Façade ouest.

Le Petit Trianon est un domaine du parc du château de Versailles, dans les Yvelines, en France, créé entre 1762 et 1768, comportant un château entouré de jardins de styles variés.
Dans les prairies et les bosquets à l'est du Grand Trianon, Louis XV, à l'instigation de Madame de Pompadour, confie en 1750 à Claude Richard, assisté dix ans plus tard de Bernard de Jussieu, l'aménagement d'un « jardin de plantes » qui traduit son intérêt passionné pour les expériences botaniques. L'architecte Ange-Jacques Gabriel, premier architecte du roi depuis 1742, l'agrémente d'un jardin à la française et d'une ménagerie pour animaux ordinaires, à l'inverse de la proche Ménagerie royale, plus exotique, de Louis XIV. Il édifie aussi au milieu des allées de verdure deux fabriques d'agrément et de détente, le Pavillon français et le Salon frais.
En 1762, le Roi demande à son Premier architecte de construire un château d'un genre nouveau, qui dispense une vue sur les différents jardins. Reconnu comme un chef-d'œuvre d'architecture du néo-classicisme naissant, cet édifice de plan carré, simple et épuré, aux quatre façades différentes, celle sur le Jardin français étant décorée de colonnes d'ordre corinthien, conjugue les talents de Gabriel, du sculpteur Guibert et de décorateurs qui apportent à l'intérieur le dernier goût, plus raffiné que riche, dans lequel une place privilégiée est réservée à la nature et à l'atmosphère champêtre. Le rez-de-chaussée est destiné au service, l'« étage noble » comprend les pièces de réception avec trois salles entresolées à l'usage de la Reine et l'attique est formé des « appartements des seigneurs ». La comtesse Du Barry, qui succède comme favorite de Louis XV à la marquise de Pompadour, inaugure le château en 1769.
À la mort de son grand-père, Louis XVI offre le Petit Trianon à sa jeune épouse Marie-Antoinette, qui crée un univers personnel et intime, loin des fastes de la cour. Elle fait élever un théâtre de société, puis sacrifie la botanique et fait aménager un jardin à l'anglaise, en contraste avec la monotonie du reste du parc. Richard Mique érige plusieurs fabriques, entre 1777 et 1782, dans les contours d'allées et d'une rivière sinueuses : un temple dédié à l'Amour, un « jardin alpin » avec son belvédère et un jeu de bagues. Dans un style plus rustique, un hameau d'agrément vient compléter l'ensemble, selon l'inspiration rousseauiste du peintre Hubert Robert.
Trianon est la partie du domaine de Versailles qui souffre le plus de la Révolution française, le château est vidé de son mobilier avant d'être aménagé en auberge, les jardins sont transformés en bal public, les fabriques du parc sont pillées ou laissées à l'abandon.

## Toponymie
Le domaine tire son nom de l'ancien village de Trianon, acquis en 1668 par Louis XIV avec le projet de l'inclure dans le parc du château de Versailles. En parallèle avec le Trianon de marbre, construit en 1687, le lieu a d'abord été appelé la Ménagerie de Trianon ou l'Ermitage de Trianon, avant que la coutume ne lui attribue son nom définitif de Petit Trianon, en 1759.

## Histoire

### Du potager au jardin botanique
Dès 1749, sous l'impulsion de sa favorite Madame de Pompadour qui entend le soustraire de sa sujétion à l'ennui, Louis XV crée un nouveau lieu de plaisir à Trianon. Dans cette perspective, et inspiré par la doctrine du docteur Quesnay, il fait installer un petit potager avec des serres permettant de cultiver des espèces jusqu'alors inconnues et d'expérimenter de nouvelles méthodes. Le Roi apprécie le Trianon d'Hardouin-Mansart, même s'il commence à s'y ennuyer, malgré les nouveaux aménagements qui y sont entrepris dès 1747 pour redonner au lieu le caractère d'intimité de cette « petite fantaisie de campagne » qui existait du temps de son illustre arrière-grand-père Louis XIV. On utilise, pour ne pas s'en éloigner, le terrain qui fait face, au nord-est, une vaste prairie traversée par quelques allées et plantée de bosquets d'arbres, en deçà du bois des Onze-Arpents. Une pépinière existe alors en cet endroit,, aménagée entre 1693 et 1730 pour fleurir les jardins de Trianon, à côté de quelques logements, de deux glacières, et du bassin du Trèfle, réservoir creusé au XVIIe siècle pour alimenter les jeux d'eau de Trianon.

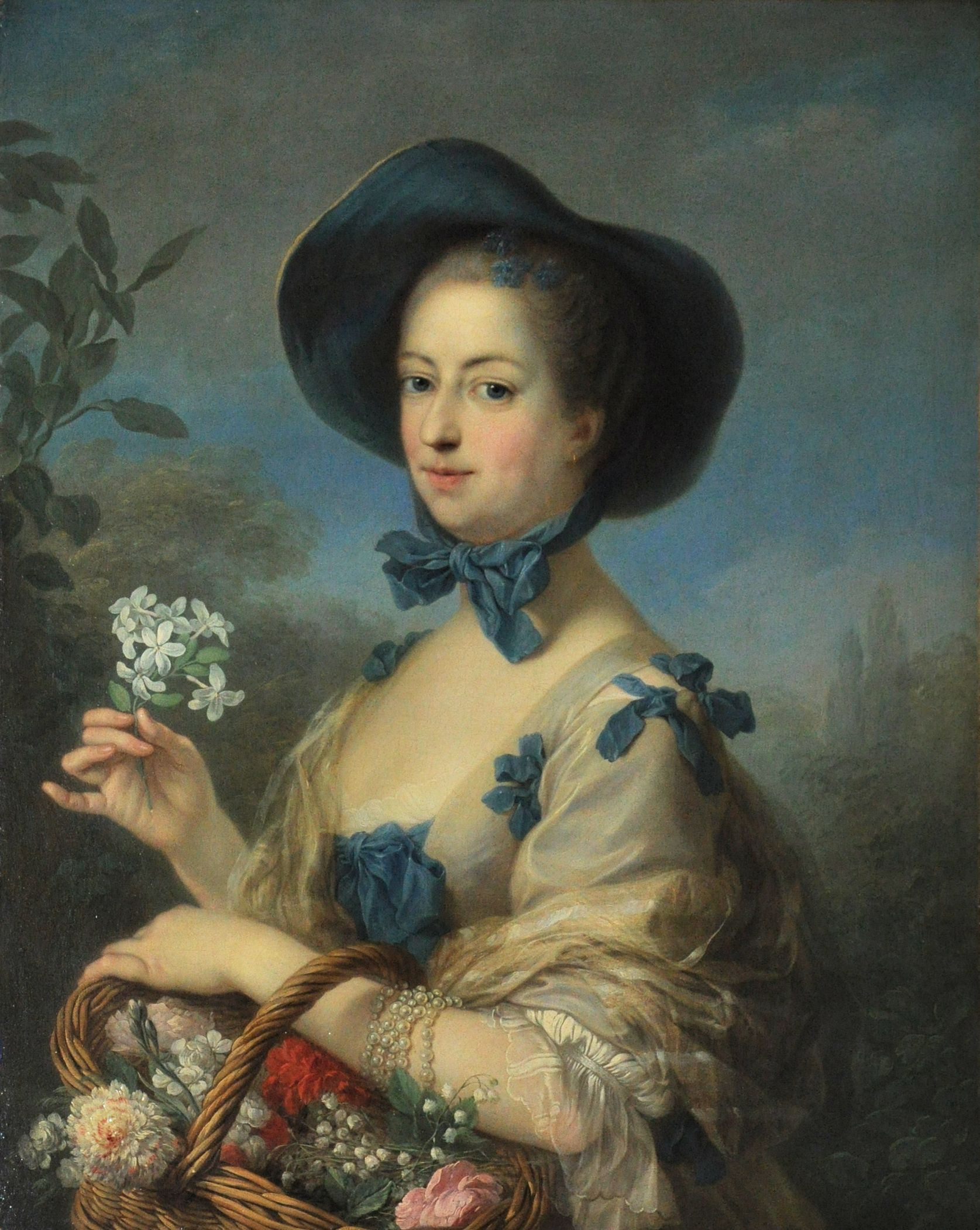
Madame de Pompadour en Belle Jardinière.
Charles André van Loo, 1754-1755.

Le Roi fait édifier par son Premier architecte Ange-Jacques Gabriel une nouvelle « ménagerie », qui abrite des animaux de basse-cour et comprend une étable, une bergerie et une laiterie. Il fait aussi restaurer les deux glacières de Louis XIV et édifier la maison du jardinier Richard. Le mur d'enceinte construit en 1668 lors de l'annexion du village de Trianon est démoli en cet endroit.
Pour agrémenter les environs de la ménagerie, Gabriel entreprend, vers 1750, la création d'un petit jardin à la française au sud de celle-ci, nommé durant une dizaine d'années « Nouveau Jardin du Roi ». Les deux axes perpendiculaires sont décorés de quatre bassins ornés de statues d'enfants. Il fait aussi construire deux nouveaux bâtiments : le Pavillon français, pour les jeux, les collations ou les concerts intimes, et le Salon frais, dont l'unique pièce sert de salle à manger d'été. Les bosquets sont réalisés et entretenus par Jean-Baptiste Belleville, le jardinier du Grand Trianon. Un portique de treillage, ouvrage de Langelin et sur lequel doivent s'enrouler des plantes grimpantes, est monté à la bordure orientale du potager, en guise d'entrée,.

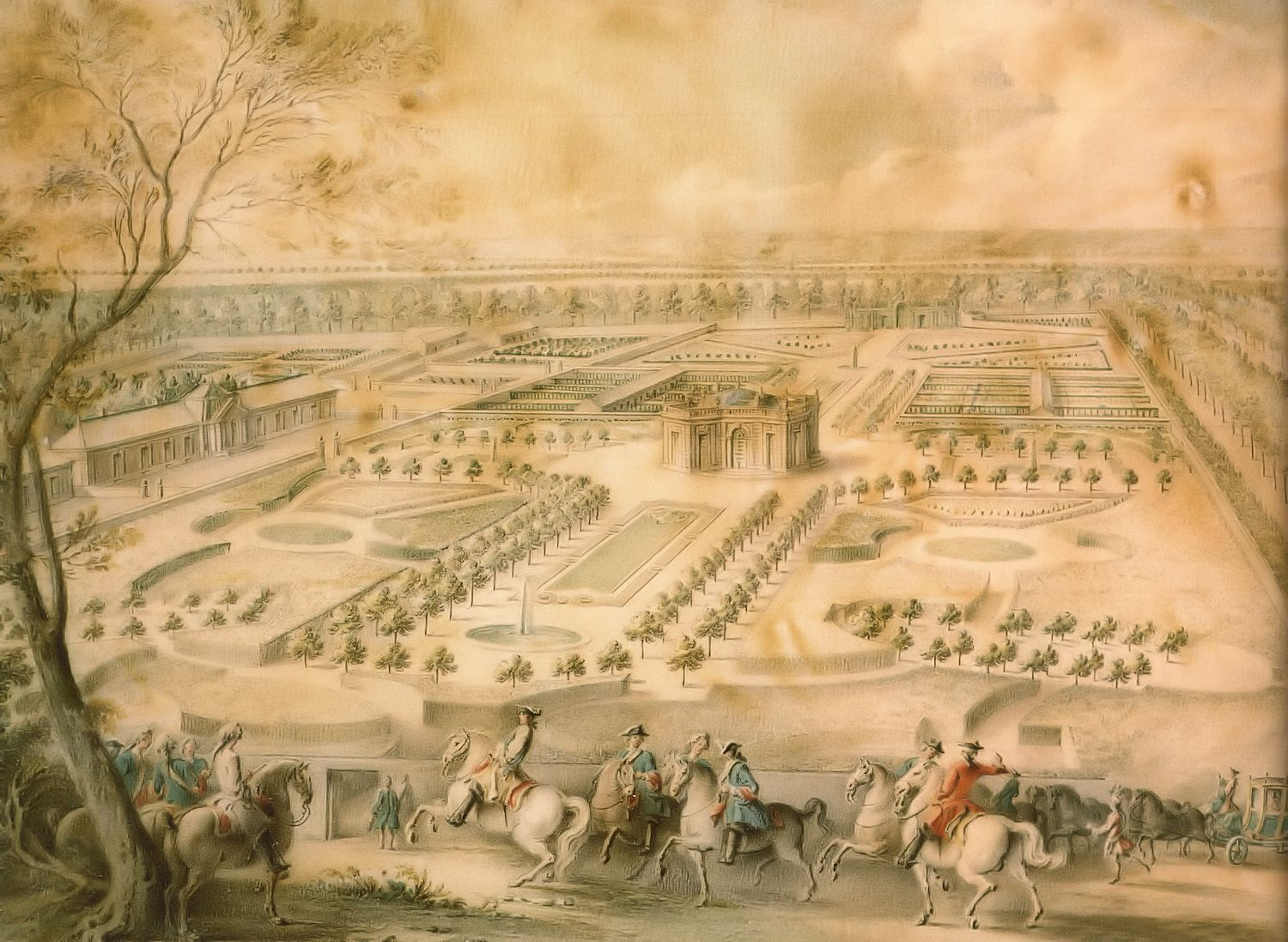
Louis XV observant les jardins de Trianon.
Gouache attribuée à Jacques-André Portail, vers 1750.

Durant près de dix ans, le jardin fruitier et potager est en permanente évolution, selon les intérêts du Roi, qui fait appel dès 1750 à Claude Richard dont il a admiré le talent à Saint-Germain, un élève de Lemonnier qui lui a été recommandé par le duc de Noailles. On y fait pousser des plantes étrangères encore peu connues comme l'ananas, le café, l'abricot, la cerise, la prune ou la pêche. Une figuerie est installée à proximité du Pavillon frais et, pour conserver tout son charme aux promenades, on garnit les bords des allées de petits orangers en pots de fer,. Le Roi apprécie de se promener dans ce jardin et d'en goûter ou d'en offrir les fruits ; les fraises, dont Antoine Nicolas Duchesne cultive toutes les sortes existant en Europe pour permettre de multiples greffons, deviennent d'ailleurs l'une des fiertés de Louis XV,.

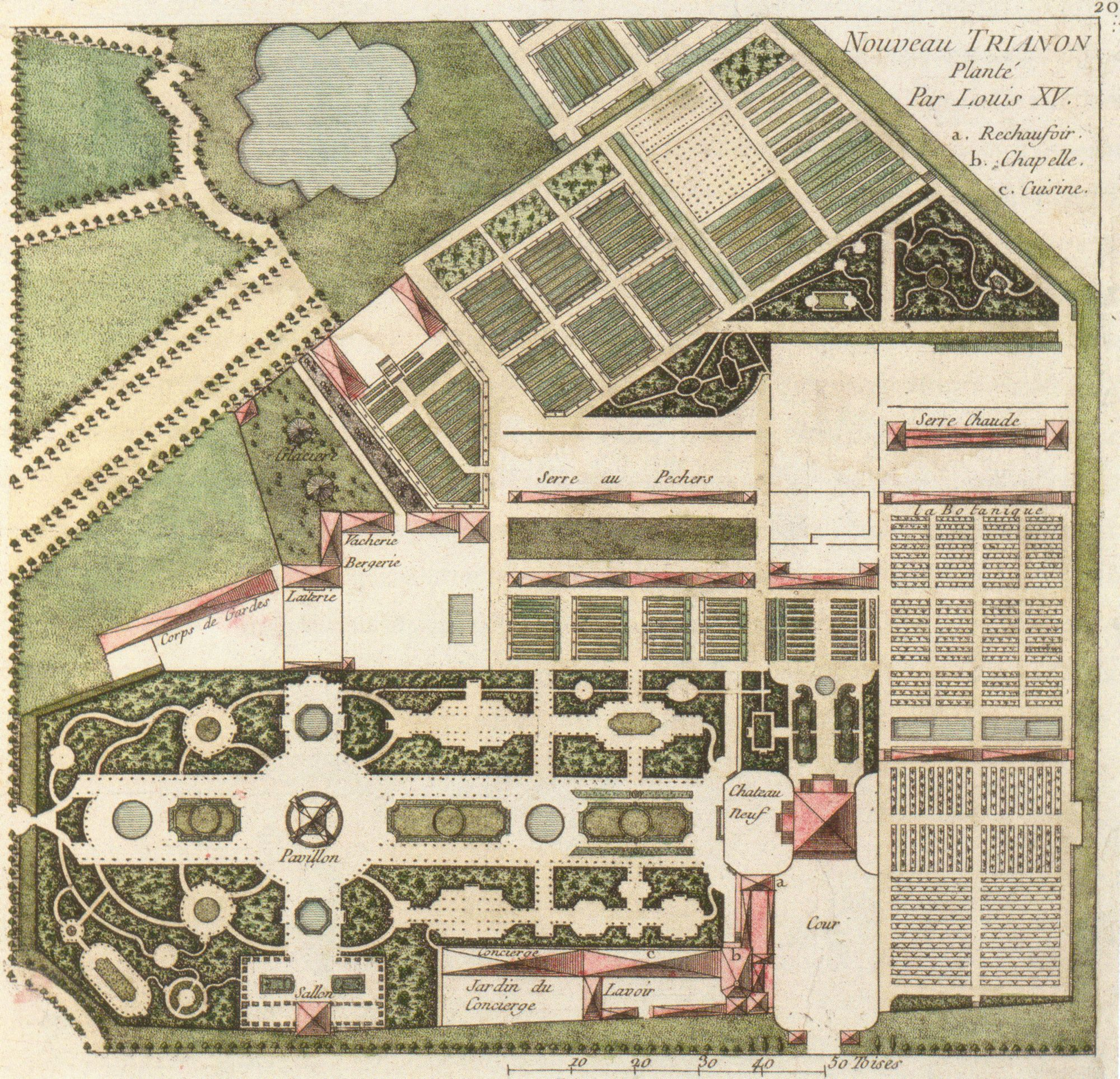
Plan du « Nouveau Trianon » planté par Louis XV.
Anonyme, vers 1774.

En 1759, le Roi décide de joindre à ses potagers un jardin botanique dont il confie la destinée à Bernard de Jussieu, qui a acquis au Jardin royal des plantes médicinales (l'actuel jardin des plantes de Paris) une grande renommée parmi les naturalistes de son temps et qui, sous la direction de Claude Richard, enrichit considérablement la collection, offrant une quinzaine d'années plus tard près de quatre mille variétés de plantes,. On agrandit alors le jardin fleuriste, qui a été créé au côté du potager et qui fournit déjà, au gré des saisons, cierges, aloès, géraniums, jonquilles ou siliquastrum. Le précédent jardin potager est détruit et remplacé par des parterres de fleurs et des serres, chaudes ou sans feu, qui s'étendent à l'avant de la maison du jardinier et à l'est du domaine. On rapporte des expéditions lointaines des plantes exotiques dont la culture est expérimentée dans le jardin, des tulipiers de Virginie, des végétaux de l'île Rodrigue, de Cayenne, de Chine ou des Indes, mais aussi des espèces d'Espagne, du Portugal, de Gibraltar et d'Afrique du Nord,. Des reines-marguerites, apportées de Chine et améliorées par Claude Richard, sont plantées en référence à Marguerite de Provence, auquel le Roi souhaite rendre hommage,. On y étudie aussi le blé, afin d'en découvrir des espèces capables de mieux résister aux maladies, de produire plusieurs récoltes annuelles et d'ainsi lutter contre la famine,.
En plus d'être pour le Roi un passe-temps et une fantaisie apparemment futiles, le jardin de Louis XV devient la plus grande collection botanique d'Europe. Joyau vanté dans toutes les cours et loué par tous les milieux scientifiques, c'est un véritable laboratoire d'expérimentation.

### Le château intime de deux favorites

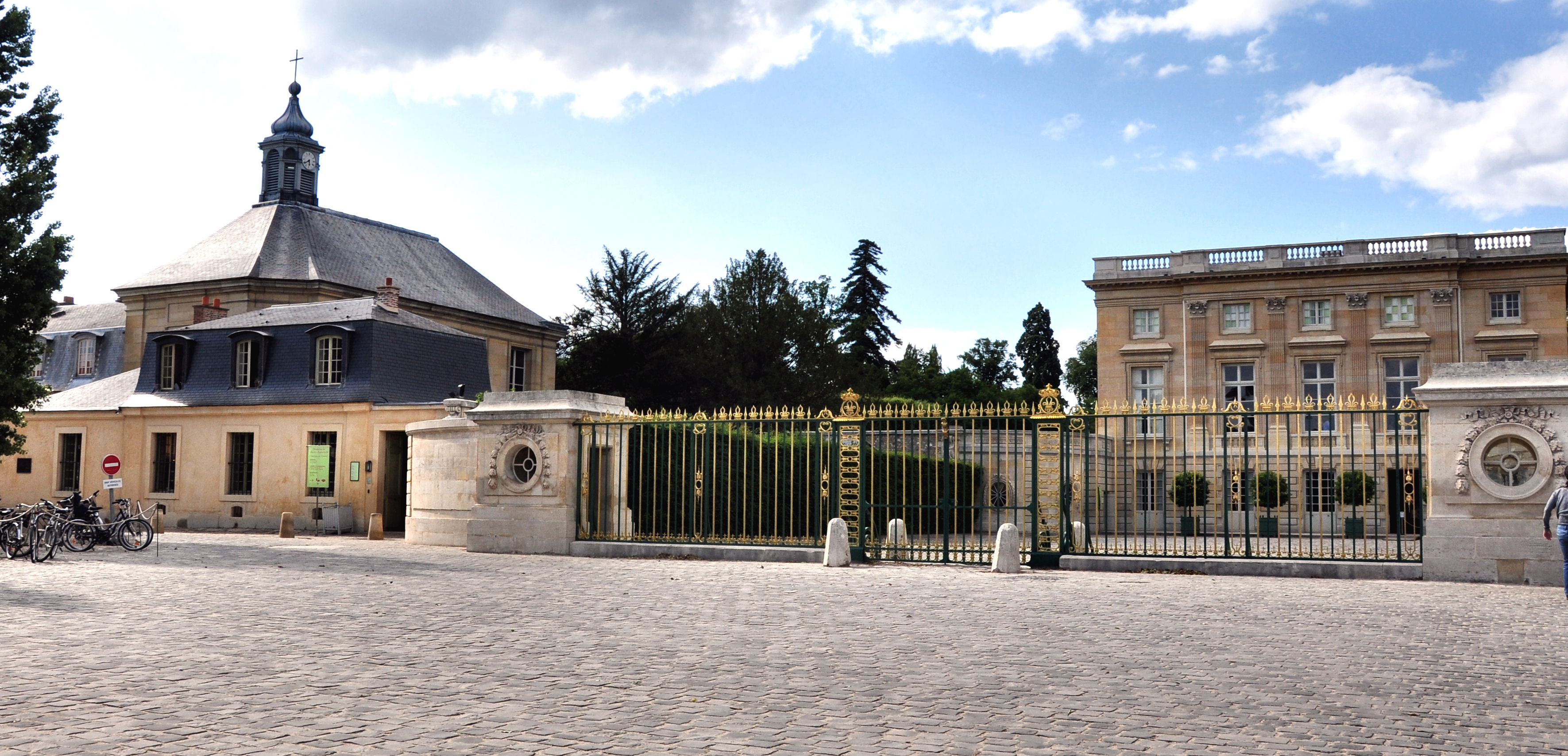
Le château. Façade sud et chapelle.

Afin de réduire les allées et venues avec le château de Versailles et de préserver l'intimité de sa favorite Madame de Pompadour, Louis XV envisage dès 1758 la construction d'un petit château à proximité des nouveaux jardins. Le projet initial prévoit de supprimer le bâtiment des officiers et d'agrandir le jardinet adjacent, mais l'on s'en tient finalement à déplacer volières et poulaillers près de la vacherie et à remodeler les potagers en bosquets. Le portique de treillage est démonté et le jardin botanique est transféré sur de nouvelles terres plus à l'est pour permettre d'ériger, à cet endroit, la nouvelle construction. Une partie des collections potagères de Richard est aussi réimplantée sur de vastes terrains situés au nord du bassin du Trèfle.
Le chantier, confié à Ange-Jacques Gabriel, dure six ans, de 1762 à 1768, retardé par la guerre de Sept Ans. De forme carrée de « douze toises sur chaque côté »,, le nouvel édifice possède quatre façades différentes, mais qui ont en commun de comprendre chacune cinq croisées. Son architecture est emblématique de la nouvelle inspiration tournée vers l'antique et l'influence « à la grecque » des sculptures d'Honoré Guibert, beau-frère du peintre Vernet et auteur de l'ensemble des sculptures du château, apporte une finition d'exécution qui le fait alors qualifier de « chef-d'œuvre ». Un jeu subtil de perrons permet de rattraper les différences de niveau et la forte déclivité du terrain d'ouest en est autorise la création d'un rez-de-chaussée accessible sur deux côtés.
Le coût total s'élève à 736 056 livres, dont près d'un tiers pour les seules menuiseries. Le marquis de Marigny, directeur des Bâtiments du Roi, commande en 1768 à quatorze peintres les toiles qui doivent orner les murs ou les dessus-de-porte et dont les thèmes, inventés par Charles-Nicolas Cochin, sont approuvés par le Roi. Presque tous ces artistes sont issus de la dernière génération de ceux de Louis XIV, Marigny ayant souhaité maintenir une certaine tradition classique rompant avec le style rocaille, dans la lignée de son oncle et prédécesseur à cette fonction, Le Normant de Tournehem.

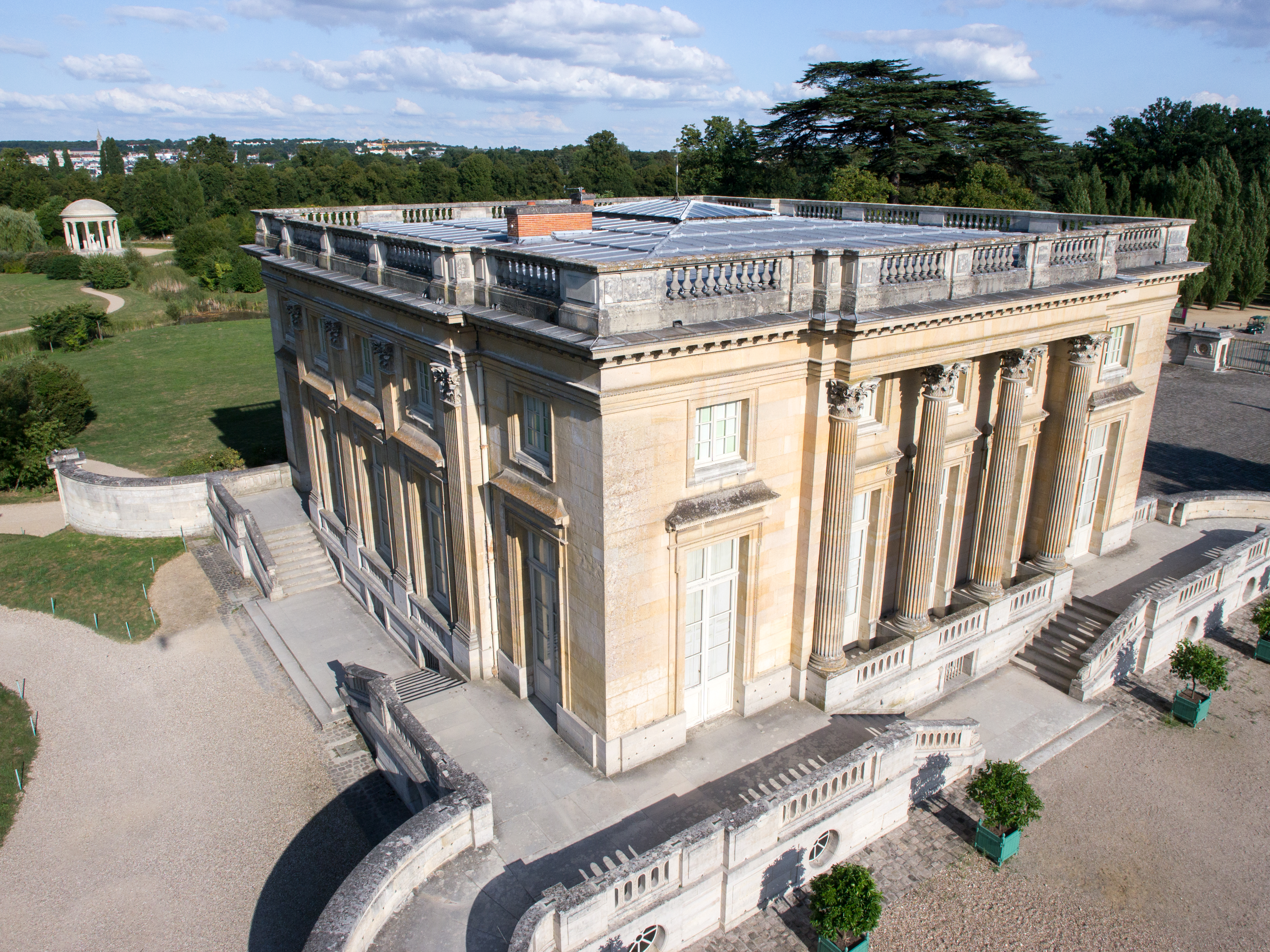
Le château. Vue aérienne. Façades nord et ouest.

Mais Madame de Pompadour, à qui est destiné le château, meurt le 15 avril 1764, sans pouvoir assister à l'achèvement de son œuvre. C'est donc avec sa nouvelle favorite, Madame Du Barry, que Louis XV inaugure le Petit Trianon en 1768. Ce n'est cependant que le 9 septembre 1770 qu'il couche pour la première fois dans le nouvel édifice. Le Grand Trianon devient dès lors en grande partie abandonné au bénéfice de ce nouveau château sur lequel se concentrent tous les regards.
Dès 1767, il est projeté d'installer une chapelle dans le Petit Trianon. Cependant, les bagatelles du roi de France dans le domaine lui font quelque peu oublier son projet, que les restrictions budgétaires ne participent pas à ranimer. Le 15 novembre 1772, par souci de l'étiquette, il donne finalement l'ordre d'exécuter la construction, qui est réalisée en moins d'une année. Cachée entre les communs et les arbres, son architecture extérieure est simple et seuls le clocheton et le toit mansardé se laissent entrevoir. C'est la dernière réalisation de Gabriel pour Louis XV à Trianon, achevée un an avant la mort du Roi.
La mode évoluant au gré des fantaisies, le jardin, élégant, frais et soigné, est le dernier des jardins français, pour lesquels un besoin de dompter la nature est prétexte à des dessins d'architecture, traçant une symétrie parfaite, mais monotone. D'un côté du château, on aperçoit de longues allées de tilleuls, de larges pelouses marquées de cabinets fleuris. D'un autre, le jardin botanique révèle ses parterres réguliers de plantes rares. Du troisième, on a vue sur la cour entourée de charmilles et, par un ha-ha, sur les bosquets artificiels du Grand parc. Mais à ce formalisme déclinant succède un nouveau concept, venu d'Angleterre où les immenses espaces ne permettent pas une parfaite maîtrise de la nature, basé sur une approche « naturelle et pittoresque ». L'inspiration vient aussi de Chine, même si « la fantaisie voire la sauvagerie de ses jardins est encore bien trop exotique ». D'ailleurs, de la façade septentrionale du petit château, on aperçoit au loin quelques chemins sinueux contournant des bosquets sauvages, timide introduction à la mode nouvelle qui domine la décennie prochaine.
L'allée menant au Petit Trianon, entre la grille du domaine et celle de la cour, fut plantée de peupliers sur le modèle de celle du château de Jägersburg (1752-1756), près de Hombourg, résidence de chasse du duc Christian IV de Deux-Ponts-Birkenfeld, intime de Louis XV et surtout de Madame de Pompadour avec laquelle il entretînt une abondante correspondance sur divers sujets. Le peintre Johann Christian von Mannlich rappelle, lors de son séjour à Versailles, comment « le nom de mon souverain produisit un effet magique » pour se faire ouvrir l'intérieur du pavillon royal. L'usage voulait en effet qu'on employât des ormes ou des tilleuls en bordure de l'allée principale des demeures au XVIIIe siècle.

### Le domaine privé de Marie-Antoinette
Lorsque Louis XV meurt en 1774, d'une maladie dont il a ressenti les premières atteintes au Petit Trianon, la comtesse Du Barry doit quitter le domaine. Dès son avènement, Louis XVI, sur les conseils du comte de Noailles, offre le château à sa femme Marie-Antoinette par cette formule, rapportée par l'abbé Baudeau : « Vous aimez les fleurs, Madame, j'ai un bouquet à vous offrir. C'est le Petit Trianon ». Si d'autres témoins rapportent différemment la scène en ces termes : « Madame, ces beaux lieux ont toujours été le séjour des favorites des rois, conséquemment ils doivent être le vôtre », on peut néanmoins douter de l'authenticité des propos soi-disant historiques et rapportés après coup, connaissant le mépris qu'avaient les dauphins pour madame Du Barry. Quoi qu'il en soit, la jeune reine est enchantée du cadeau, ayant déjà montré auparavant son désir d'avoir une « maison de campagne à elle »,, son « Élysée » — comme la Julie de Rousseau — afin de pouvoir s'affranchir des contraintes de la cour et se distraire de ce monotone horizon du parc de Versailles.
Marie-Antoinette pend la crémaillère de sa nouvelle possession le 6 juin 1774, en compagnie de madame Clotilde, la comtesse et le comte de Provence et celle et celui d'Artois et son royal époux qui, peu de temps après, lui remet la clef du domaine sertie de 531 diamants, exécutée par le serrurier François Brochois et l'orfèvre-joaillier Michel Maillard,,. Elle ne changera que peu de choses de l'intérieur de cette résidence et le mobilier de 1789 est à peu près celui qui s'y trouvait à la mort de Louis XV : « Tout fut conservé sans exception et la reine couchait dans un lit très fané et qui avait même servi à la comtesse du Barry », écrit madame Campan dans ses Mémoires, non sans exagération ; des remeublements sont en fait peu à peu ordonnés par la Reine, surtout à partir de 1787, et sont confiés à Bonnefoy du Plan, son garde-meuble, aussi concierge du Petit Trianon. Durant quinze ans, elle façonne aussi par petites touches le lieu selon son désir, intégrant de nouveaux décors ou transformant certaines pièces, comme le « cabinet des glaces mouvantes » ou la bibliothèque, des aménagements dirigés par Richard Mique, le nouveau Premier architecte.
Surtout, succombant à la mode du jour d'un paysage irrégulier et pittoresque, romantique et imprévu, la Reine souhaite un jardin dans le nouveau style « anglo-chinois » à la place du Jardin botanique de Louis XV. L'architecte Gabriel en dresse un premier plan, en juillet 1774, qui ne convainc pas. Elle demande un projet à Antoine Richard, fils de Claude et jardinier de Trianon,. Compliqué, besogneux, peu élégant et sans grâce, ce projet n'est pas non plus retenu, car son auteur apparaît meilleur jardinier que paysagiste et, surtout, son désir de préserver les serres du jardin botanique qu'il a créé avec son père ne concorde pas avec les vœux de la Reine d'un jardin « à la mode ». En outre, la Reine rejette les extravagances dont on peut parfois lui prêter le goût, préférant le bucolique à l'illusion.
Le comte de Caraman, recommandé par la princesse de Beauvau, puis Richard Mique dessinent un jardin à l'anglaise, dans lequel ils dispersent des fabriques à caractère sauvage. Ils installent ainsi un lac, une petite montagne, des rochers et une grotte tapissée de fausse verdure pour le repos de Marie-Antoinette. Le très savant jardin botanique de Claude Richard est alors détruit, mais nombre de pièces sont sauvées par son fils Antoine, qui les confie au comte de Buffon, directeur des Nouveaux jardins du Roi, à Paris. On le remplace provisoirement durant l'année 1775 par des arbres et du gazon en même temps que l'on commence le creusement de la rivière et la création de la « grande île ».

Plan du jardin et château de la Reine.
Gouache de Claude-Louis Châtelet, vers 1770.

Entre-temps, la Reine commande une nouvelle fantaisie, toujours à la mode chinoise : un jeu de bague, comme il en existe à Monceau ou à Marly. Il est monté dans le courant de l'année 1776 par l'ingénieur Perrier, le serrurier Roche et le charpentier Taboureux, tous des Menus-Plaisirs, les sculptures étant exécutées par Augustin Bocciardi. La lutte d'influence entre Mique et d'Angiviller atteint alors son paroxysme. Le premier, en tant que Premier architecte du roi ayant remplacé Gabriel, devrait dépendre du second, directeur des Bâtiments du Roi, successeur de l'abbé Terray ; or, la création par Marie-Antoinette du titre d'Intendant des Bâtiments de la Reine complique les relations entre les deux hommes, mais accorde à Mique une plus grande autonomie au sein de Trianon. C'est donc lui qui termine le jeu de bague au début de l'année 1777, malgré les difficultés des entrepreneurs à se faire payer de leur travail, dont le coût total est évalué à plus de 78 000 livres, pour un devis initial de 17 000.
Le 26 février 1777, Richard Mique propose à Marie-Antoinette son projet finalisé d'aménagement du jardin. Elle en écarte l'ermitage à cloche, le parc de moutons à la chinoise, le salon de colonnes d'eau jaillissante et la fausse ruine. Les autres fabriques sont confirmées, la réalisation de maquettes est engagée et les travaux de terrassement se poursuivent. Le coût est estimé à 300 000 livres, ce qui provoque des tensions entre Mique, l'architecte, le comte d'Angiviller, l'ordonnateur des bâtiments du roi, et Necker, le directeur du Trésor, auxquelles seul le Roi parvient à mettre un terme.
La création du Grand rocher se prolonge sur plusieurs années, une butte est destinée au belvédère, une autre est plantée de peupliers d'Italie, marronniers, sapins et marsaults, que l'on prend dans les forêts du Roi. Le « Jardin alpin » qui est en train de naître rappelle à la Reine les décors de son enfance et participe à modifier le regard que l'on porte jusqu'alors sur les paysages de montagne, car, là encore, on constate l'influence de Rousseau : « le terrain étaloit les charmes d'un séjour riant et champêtre ; quelques ruisseaux filtroient à travers les rochers, et rouloient sur la verdure en filets de cristal ; la terre humide et fraîche étoit couverte d'herbes et de fleurs. » On fait appel au peintre Hubert Robert pour exécuter une série de dessins préparatoires et pas moins de quatorze maquettes sont présentées à la Reine pour la seule disposition du rocher et de son pont rustique.
C'est aussi Robert, aidé de Deschamps pour les modèles, qui réalise les ébauches de la première fabrique du Jardin anglais : le Temple de l'Amour, « sommet de la perfection et du bon goût », selon le prince de Ligne. Ces maquettes de diverses tailles, qui permettent d'éviter les erreurs et d'avoir une meilleure estimation du résultat final, sont exécutées comme de véritables œuvres d'art. Pour son enchantement, les fenêtres de Marie-Antoinette s'ouvrent sur ce temple, érigé au milieu de la grande île en juillet 1778. Pour en décorer le centre, on préfère au projet d'une statue de Cupidon enfant proposé par Deschamps une œuvre similaire de Bouchardon, déjà réalisée depuis 1746, et qui correspond parfaitement au thème du lieu. L'île est garnie de fleurs et plantée de « pommiers-paradis et rosiers pelote-de-neige » qui prodiguent des effluves parfumés.
Déjà sous Louis XV le théâtre occupe une place prépondérante dans les divertissements de Trianon. Marie-Antoinette, lorsqu'elle reçoit le domaine, doit se contenter, pour ses spectacles, de scènes provisoires montées d'abord dans la galerie du Grand Trianon puis dans l'orangerie du Petit Trianon. En 1777, elle charge l'architecte Richard Mique de lui édifier un théâtre. Après deux années de travaux, débutés en juin 1778, pour un coût avoisinant les 200 000 livres, la salle est inaugurée le 1er juin 1780. L'extérieur n'offre aucun caractère, car il est destiné à être caché par le Jardin alpin, d'un côté, et le Jardin français, de l'autre ; seule la porte donne matière à décoration par le sculpteur Joseph Deschamps, encadrée par deux colonnes ioniques portant un fronton orné, en tympan, d'un génie d'Apollon. Durant cinq ans, la Reine se produit elle-même sur la scène, au sein d'une petite troupe rassemblant ses intimes, ou assiste aux représentations des acteurs des Comédies française et italienne.
Durant quinze années, le domaine appartient en propre à Marie-Antoinette, elle y est chez elle, rejetant les étiquettes de Versailles et établissant les usages de l'intimité, et donne des ordres « de par la Reine ». Sa marque personnelle est partout visible, mais elle construit pour son plaisir immédiat et non pour l'éternité. C'est aussi le lieu où l'on donne des fêtes restées célèbres : conséquemment, ce sont elles qui galvanisent l'opinion du peuple, l'excès de ces divertissements entraîne l'exagération dans leur impopularité, on n'hésite pas à évoquer la destruction d'une forêt entière pour des fagots brûlés, à supposer l'hébergement d'amours illicites voire à accuser la Reine d'avoir soustrait une portion de terre à la France. Mais elles sont en réalité moins fréquentes que les rumeurs ne le propagent, en raison de leur coût élevé que le financement de la guerre d'Amérique ne permet plus. Pourtant, c'est bien ce fossé réel entre les difficultés du peuple et la vie insouciante et dispendieuse de Marie-Antoinette dans son domaine du Petit Trianon, qui alimente la rumeur, l'invention outrancière et la calomnie absurde, qui, elles-mêmes, contribuent à forger l'opinion de la Révolution.

### Les vicissitudes de la Révolution

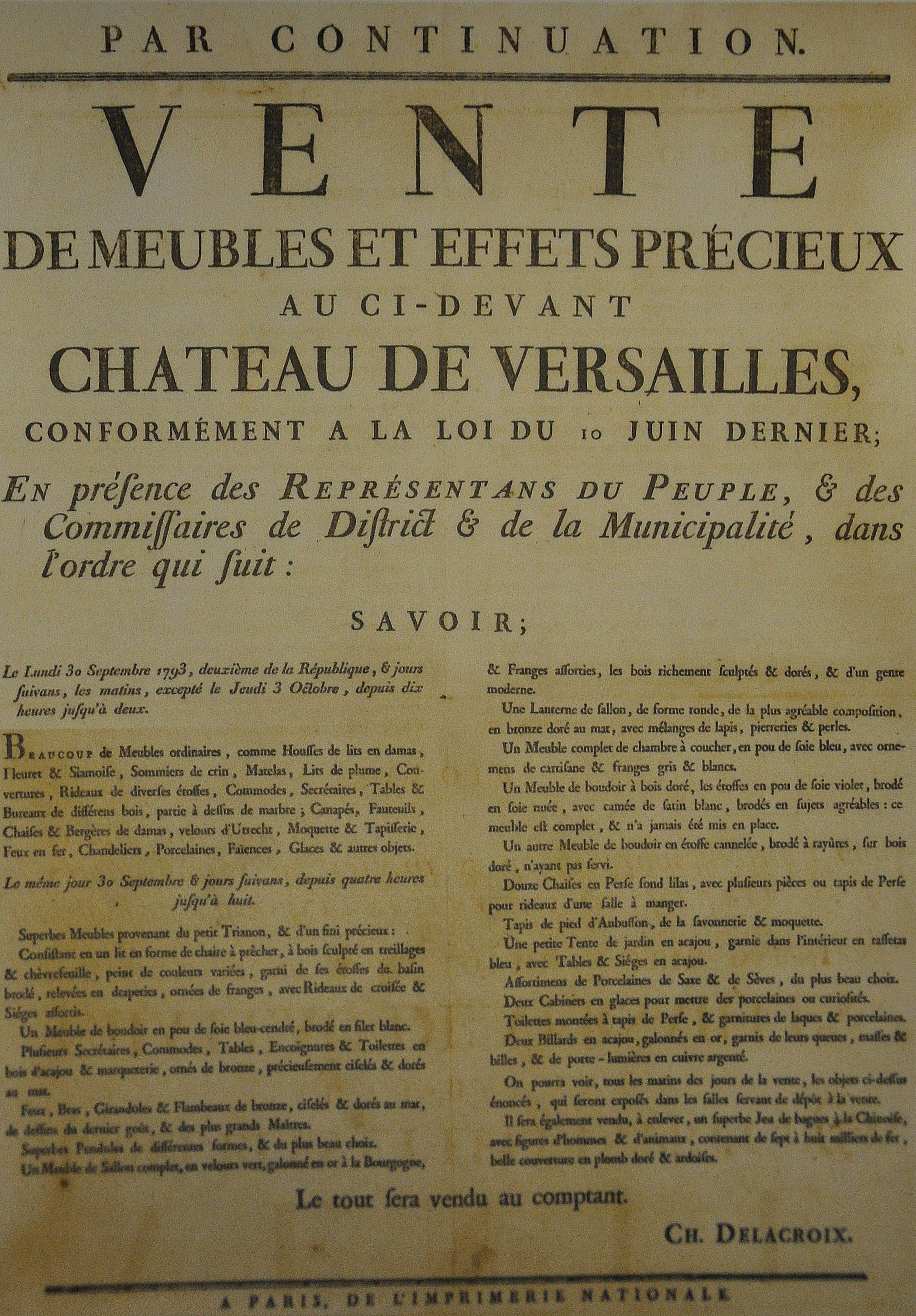
Affiche annonçant la vente aux enchères des meubles du Petit Trianon à partir du 30 septembre 1793.

Le 5 octobre 1789, Marie-Antoinette se trouve dans ses jardins du Petit Trianon, près de la grotte, lorsqu'un page vient la prévenir de l'arrivée imminente d'une foule armée aux grilles du château de Versailles. Dès le départ de la famille royale, Trianon est quasiment laissé à l'abandon, aux seules mains du personnel qui continue d'y loger. Les travaux sont interrompus, laissant aux prestataires un demi-million de livres d'impayés. Très attaché au domaine, l'ancien jardinier de la Reine, Antoine Richard, est nommé conservateur du jardin et des pépinières de Trianon en 1792 par le ministre de l'Intérieur Roland. Après la chute définitive de la monarchie en 1792, la plus grande partie du mobilier et des objets du Petit Trianon est réunie à celui du domaine de Versailles et livré à l'encan, sur décret de la Convention du 10 juin 1793. Les enchères commencent le dimanche 25 août 1793 et se poursuivent jusqu'au 11 août 1794. Les biens sont éparpillés dans le monde entier. Toutefois, l'horloge signée Robert Robin et livrée en avril 1785, reste au Trianon jusqu'en octobre 1794 lorsque la Convention nationale la transfère au Muséum national d'histoire naturelle, où elle est toujours visible dans la salle des espèces disparues de la Grande galerie de l'Évolution. On renforce la surveillance et l'on renvoie « ceux qui n'y sont pas logés », afin de limiter la mise à sac : on retrouve les glaces brisées, les consoles fêlées, les ferrures arrachées et les dessus-de-porte retirés. L'argenterie, les plombs et les cuivres sont réquisitionnés pour les arsenaux et la Monnaie. Le sculpteur Amable Boichard, nouvellement nommé après la démission des frères Rousseau le 20 avril 1794, est chargé de « supprimer les emblèmes de la royauté et féodalité »,.
Trianon est déclaré propriété nationale et le terrain est partagé en dix lots. La ville de Versailles propose que le Petit Trianon serve de jardin botanique, mais c'est au potager de Versailles qu'André Thouin, jardinier du Jardin des plantes de Paris, décide de l'établir. Finalement, Antoine Richard obtient de l'administration que les biens nationaux des environs de Paris ne soient pas vendus, mais conservés par la République naissante. Il obtient le soutien du représentant du peuple envoyé en mission à Versailles, Charles-François Delacroix désormais convaincu après avoir commencé par ordonner la destruction complète du domaine,, et de son successeur, le conventionnel André Dumont, et la vente est annulée par arrêté du 4 pluviôse an III.
Ne procurant jusqu'alors aucun revenu à l'administration, le Petit Trianon est loué en 1796 à un cabaretier et aubergiste du nom de Charles Langlois, auquel succède en 1801 le citoyen Mettereau. Les bals et fêtes populaires qui y sont tenus dégradent la résidence et les jardins. Lorsqu'un Allemand, le docteur Meyer, visite le lieu au printemps de la même année, il constate la présence de l'affiche de vente encore sur la porte, les numéros de chambres au-dessus des portes, ainsi que l'état de dévastation et de vandalisme des pièces. Les jardins sont délabrés, par manque d'entretien, et deux maisonnettes du proche hameau de même que le Pavillon frais menacent de s'écrouler, mais c'est surtout la nature et l'intempérie des saisons qui reprennent leurs droits. Malgré les multiples volte-face politiques du pouvoir central, une certaine organisation des jardins est réalisée, mais à des fins éducatives avec l'établissement d'une école centrale.

### D'un Empire à l'autre
En 1805, le Petit Trianon reprend son rang de palais et il est affecté par l'empereur Napoléon à sa sœur Pauline, princesse Borghèse. Les travaux de réfection sont rapidement engagés : les couvertures sont refaites, les conduites révisées, le palier du premier étage est redallé de marbre, les cheminées sont restaurées, les peintures sont refaites à neuf, de gris pour l'attique ou les huisseries et de « couleur pierre à forte colle » pour les pièces secondaires. Les salles principales sont repeintes de couleurs grisées teintées de bleu ou de mauve. Les miroirs ayant tous disparu sont remplacés et de nouvelles toiles sont commandées. L'Empereur consacre 150 454 francs au remeublement du château. Le projet de l'Empereur de réunir les deux Trianons dans un même enclos les séparant du parc de Versailles entraîne la création d'un pont métallique, dit « de la Réunion », qui enjambe un chemin creux.

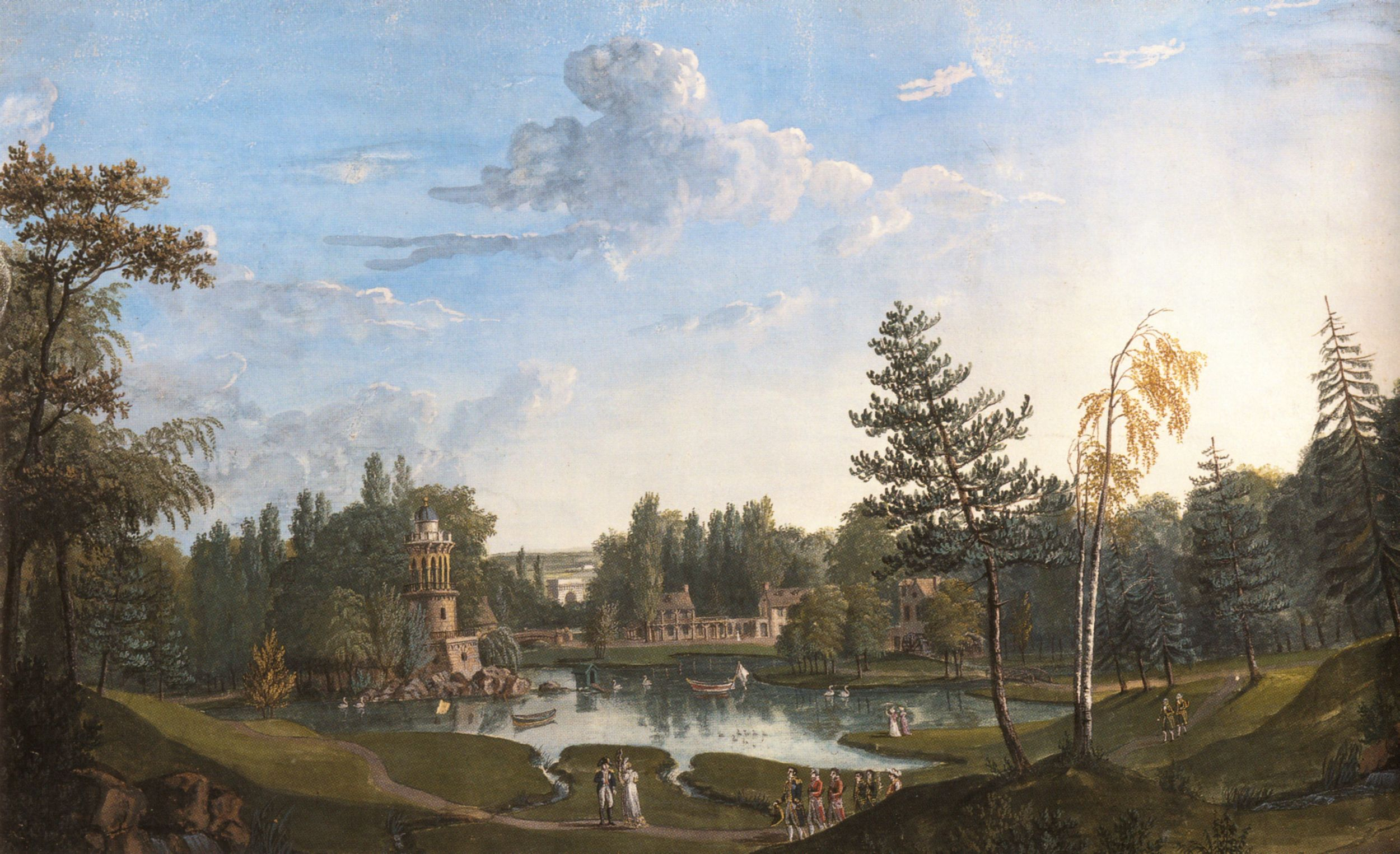
Napoléon Ier et Marie-Louise se promenant au Hameau de la Reine en 1811.
Gouache de Louis Gadbois.

En 1810, le domaine revient à l'impératrice Marie-Louise qui fait alors restaurer l'ancienne résidence de sa grand-tante, malgré le passé douloureux des lieux. Elle se plaît dans cette demeure qui lui rappelle le château de Laxenburg, en Autriche, dans lequel elle avait résidé durant son enfance. Le coût trop élevé de réhabilitation du Pavillon frais ou de certaines chaumières du hameau entraîne leur destruction. L'apogée de la vie impériale à Trianon est marqué par la « fête de l'Impératrice », donnée le 25 août 1811, jour de saint Louis, prétexte à de grandes illuminations dans les jardins, à des scènes champêtres féeriques en musique et à des spectacles divers provoquant l'enthousiasme de la cour et du couple impérial,.
À la Restauration, la duchesse d'Angoulême, fille de Louis XVI et de Marie-Antoinette, hérite du Petit Trianon, mais en raison des souvenirs douloureux qui s'y rattachent, elle n'y fait qu'une promenade et se contente de participer au dîner du mariage du duc de Berry avec Marie-Caroline en 1816. Dans l'hypothèse de séjours de Louis XVIII ou Charles X, souvent évoquée, mais jamais réalisée, tout est quasiment laissé en l'état.

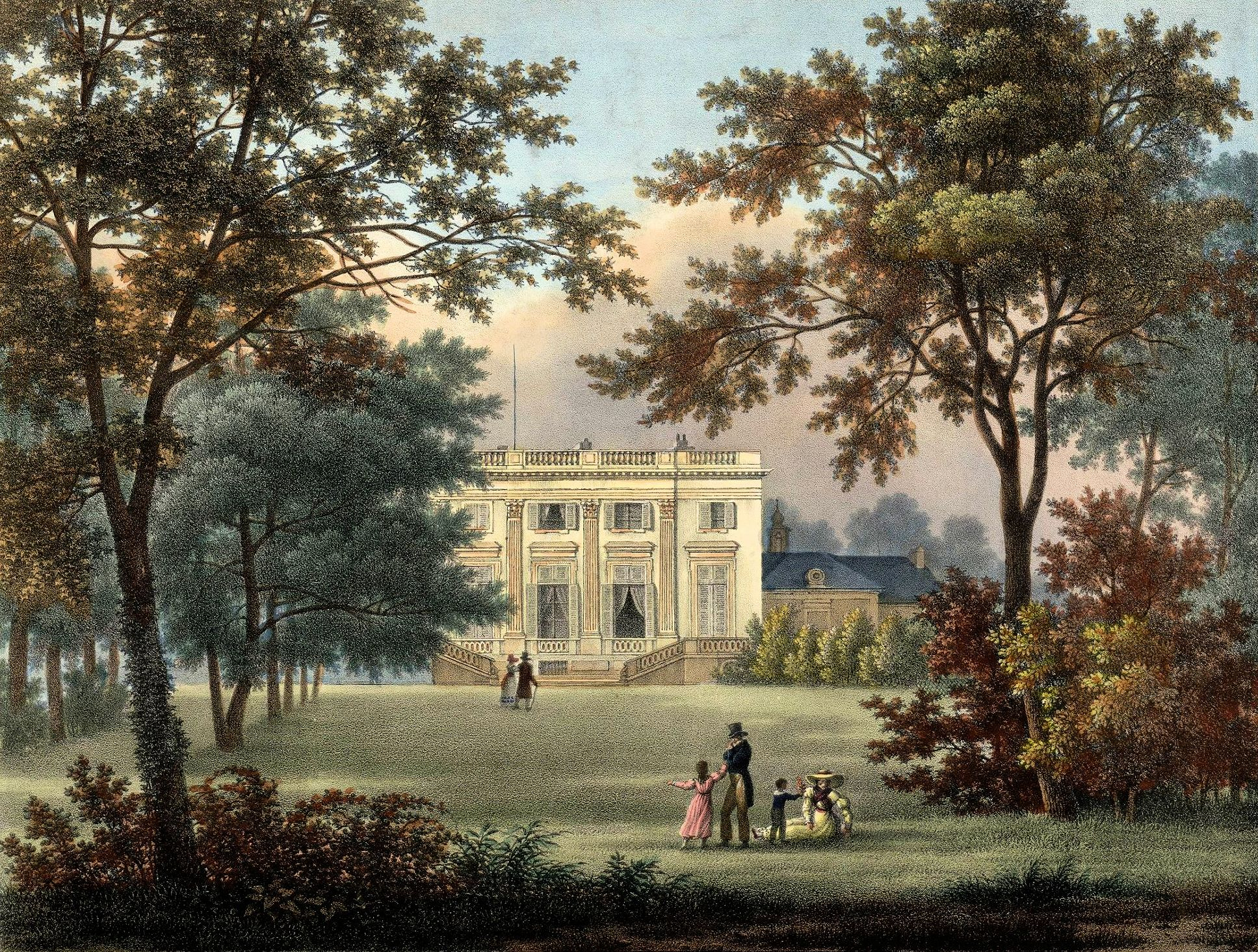
La famille du duc d'Orléans dans les jardins du Petit Trianon.
Dessin de Charles-Jean Guérard, gravure de De Bove.

Dès son arrivée au pouvoir, Louis-Philippe fait retirer les portraits de la famille royale, seule modification apportée au château par son prédécesseur. Il fait appel à son architecte Frédéric Nepveu qui achève de repeindre l'ensemble du premier étage de couleur grise, remplaçant l'ancien vert pâle qui rappelait les jardins entourant le château. Tandis qu'il s'installe au Grand Trianon pour surveiller la transformation du château de Versailles en « Musée dédié à toutes les gloires de la France », il attribue à son fils Ferdinand et sa belle-fille la duchesse d'Orléans un appartement à l'attique du Petit Trianon, quelques semaines après leur mariage. Cette dernière, après y avoir passé des jours heureux en compagnie de son époux, revient l'y pleurer et se consacrer à l'éducation de ses enfants. Elle y séjourne souvent, même si elle qualifie sa présence à Trianon d'exil. On conserve l'ameublement de 1810 non sans remanier la disposition des appartements. Les sièges sont recouverts par Jean-Louis Laflèche selon la mode du moment de même que les rideaux sont changés. Ces remplois alliés à de petits achats et des récupérations, épargnant des dépenses superflues avec la disparition des véritables « palais royaux » d'antan, participent à créer un style disparate, fantaisiste et déroutant, élégant et précieux, parfois rocaille ou gothique ; le pratique prend le pas sur la finesse et le raffinement dans ce nouveau mélange des genres historiciste. Les jardins, s'étendant jusqu'au hameau, sont aussi reconstruits ou rétablis selon la disposition du temps où le roi Gustave IV de Suède admirait le domaine de Marie-Antoinette. Aménagés en musée, les châteaux de Versailles et de Trianon perdent dès lors leur rang de résidence officielle.
Si la princesse Mathilde, cousine de Napoléon III, émet le souhait de prendre possession du Petit Trianon, il n'en est rien. En 1867, l'impératrice Eugénie ordonne de replacer au Petit Trianon les meubles et objets des collections de l'État ayant appartenu à Marie-Antoinette et ayant été dispersés à la Révolution lors des ventes de plus de 17 000 lots sur l'ensemble du domaine de Versailles. Il faut néanmoins attendre le XXe siècle et les travaux de Pierre Verlet, historien du mobilier royal, pour voir appliquée une identification précise et scientifique des meubles selon les inventaires des archives de la maison du Roi.

### Une lente renaissance
Malgré les efforts de Gaston Brière pour faire revenir les toiles originales de Vien, Hallé, Lagrenée et Doyen de la grande salle à manger, le Petit Trianon est l'objet de moins en moins d'attentions après l'action de l'Impératrice Eugénie. Il est fermé durant la Seconde Guerre mondiale et n'est ensuite accessible au public qu'entre de longues périodes consacrées à d'importantes réparations. Sous l'impulsion de Gérald Van der Kemp, dans les années soixante-dix, le château perd son fameux « gris trianon » du XIXe siècle au profit du vert d'eau d'origine. Peu à peu, des pièces du mobilier d'origine reviennent au château, rappelant aux visiteurs le goût de Trianon traduit par Riesener, Jacob ou Foliot.

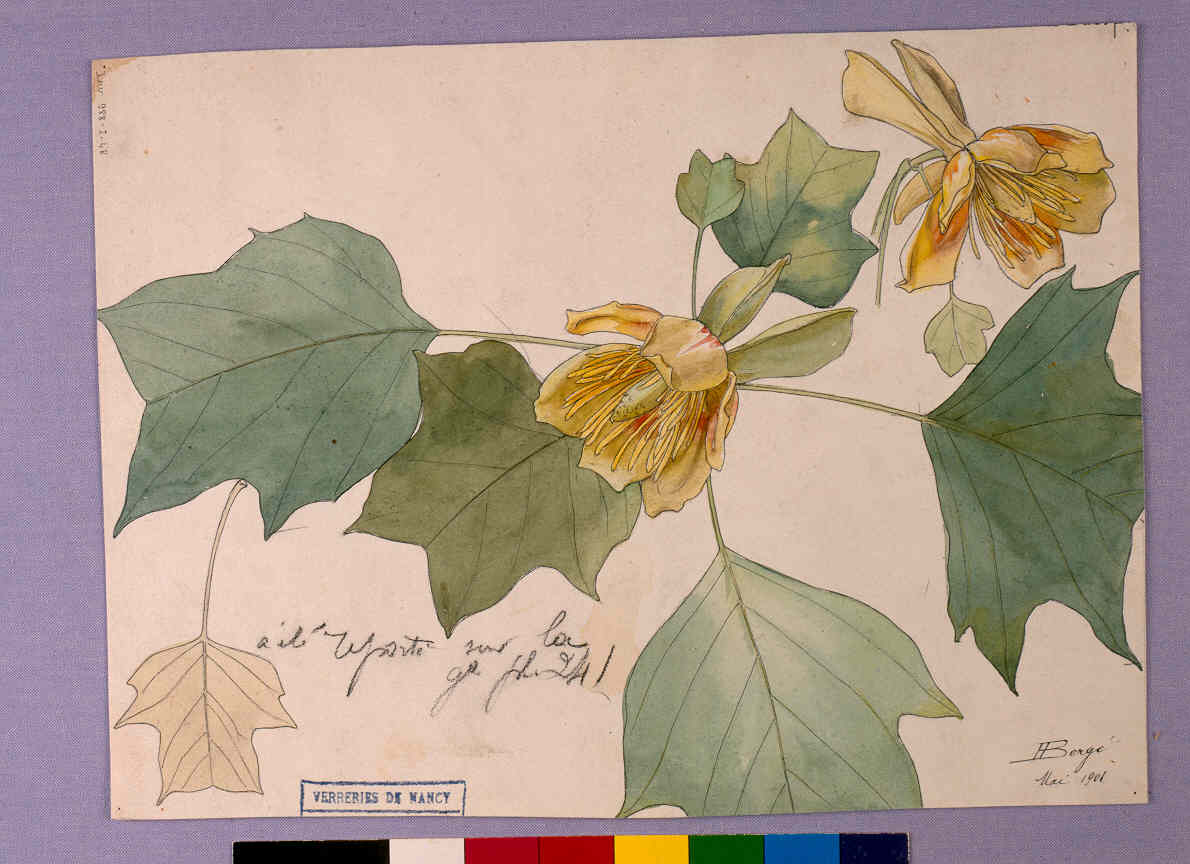
Tulipier de Virginie, 1901, Henri Bergé, musée de l'École de Nancy.

La tempête du 26 décembre 1999 affecte particulièrement les jardins de Trianon en raison de bourrasques de vent d'une rare violence qui détruisent une grande partie des plantations, dont le célèbre tulipier de Virginie issu de la création du jardin en 1783. Un programme de restauration est alors mis en œuvre dès le début de l'année 2002 afin de reconstituer une composition cohérente avec le projet initial de la reine Marie-Antoinette.
Au début des années 2000, le parti pris des restaurateurs est de « donner l'impression que le temps s'est arrêté le 5 octobre 1789 », date du départ définitif de la famille royale de Versailles, et non de faire de ce lieu un musée. Le mouvement d'opinion autour de Marie-Antoinette, renforcé par la sortie du film de Sofia Coppola, a favorisé cette tâche d'ampleur dirigée par Pierre-André Lablaude, architecte en chef des monuments historiques. Depuis les années 1980, le musée s'attache à rapatrier les pièces reconnues, dispersées à la Révolution, grâce aux dons et aux acquisitions. Certains aménagements correspondent néanmoins plus à une reconstitution qui provoque les critiques de puristes.
Dans le cadre d'un mécénat dont elle fait le centre de ses événements promotionnels, la société Breguet, dont le fondateur est au XVIIIe siècle l'un des horlogers de la Reine et désormais filiale du groupe Swatch, a contribué à la restauration du Petit Trianon à hauteur de cinq millions d'euros en 2008. Le coût de la restauration des seuls intérieurs est estimé à 2,3 millions d'euros. Une grande partie du budget est par ailleurs destinée à assainir les soubassements et à redéployer toute l'installation électrique. Cette restauration, qui a demandé la fermeture du lieu pour un an de travaux, s'inscrit dans la dynamique du Grand Versailles, vaste campagne de modernisation et d'aménagement du château et des jardins. Ce projet muséographique entraîne aussi de nombreux changements dans la disposition du mobilier ; l'étage noble retrouve l'aménagement de l'époque de Marie-Antoinette tandis que les meubles acquis au XIXe siècle sont installés à l'attique dans une suite d'évocations des personnalités féminines qui ont vécu au Petit Trianon. D'autres mécènes ont participé à la restauration du domaine : Peugeot pour le hameau, World Monuments Fund France pour le théâtre, Friends of Vieilles maisons françaises pour la grotte, Audemars Piguet pour les jardins ainsi que la Société des amis de Versailles.

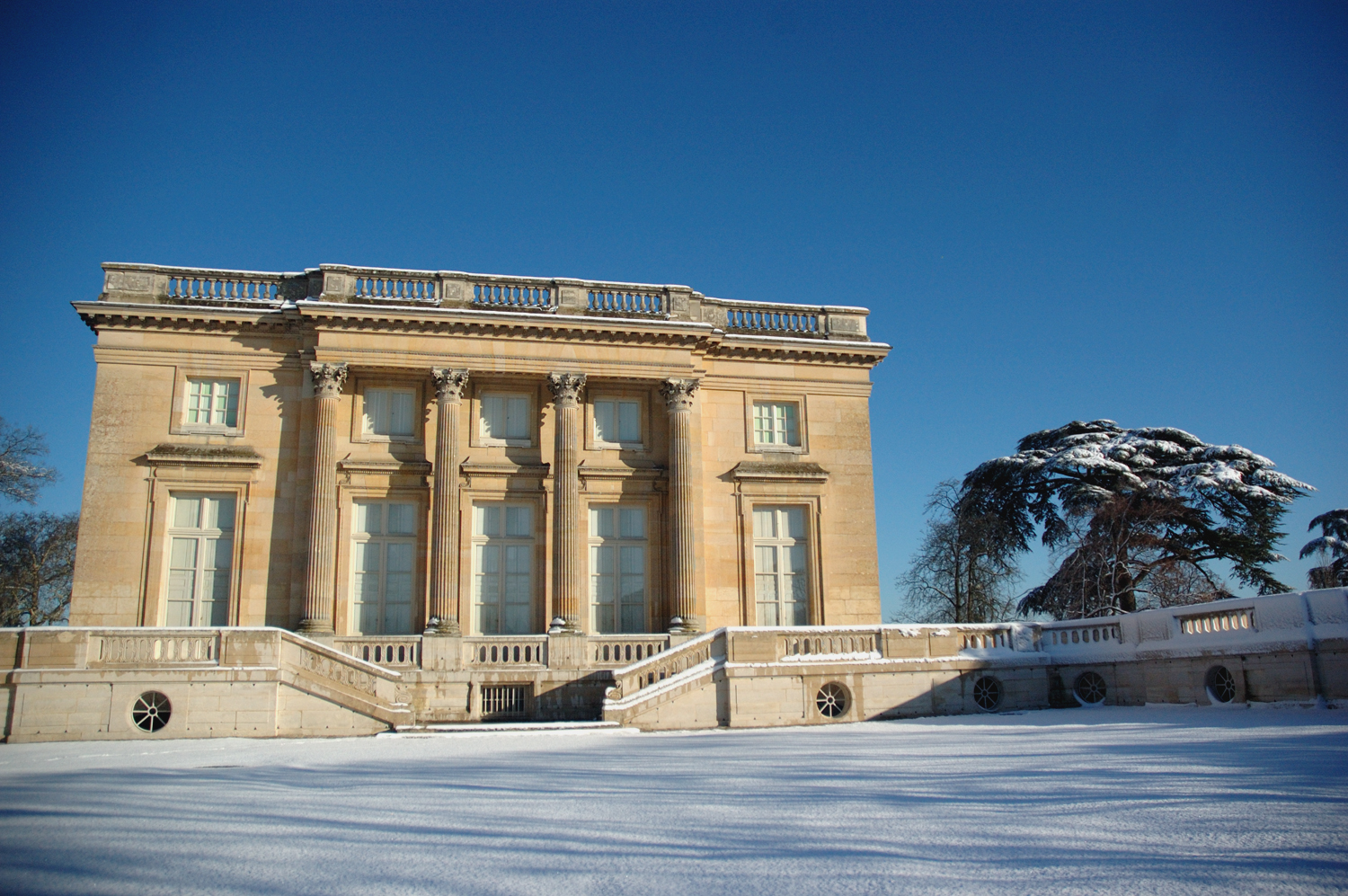
Le Petit Trianon sous la neige. Façade ouest. Décembre 2010.

À cette occasion est créée une nouvelle organisation des visites, au sein d'un espace nommé « domaine de Marie-Antoinette », comprenant le château du Petit Trianon et ses jardins, ainsi que le hameau de la Reine. Auparavant, seul le château est ouvert à la visite moyennant un prix d'entrée permettant d'accéder à une partie de l'étage noble, les jardins et les allées du hameau restant libres. Ce nouvel accès payant par la maison du Suisse provoque des critiques et des craintes à propos de la prévalence commerciale sur l'Histoire. En outre, la fermeture du domaine le matin et la fin de la gratuité en basse saison pour les jardins font aussi l'objet de protestations. La fréquentation du domaine du Petit Trianon est, en 2010, de 630 000, équivalente au nombre de visiteurs de 2007, mais inférieure à celui des années 2008 et 2009 qui ont accueilli plus de 700 000 personnes. En 2011, 693 000 entrées ont été comptabilisées sur le domaine avant une importante augmentation de la fréquentation en 2012 et 2013 (respectivement 796 000 et 820 000 entrées, payantes ou gratuites), résultat des campagnes de communication et des expositions temporaires.
En 2010, le Petit Trianon entre dans le monde virtuel avec sa reconstitution en trois dimensions accessible sur internet, réalisée avec un triple objectif, de conservation, de restauration et de valorisation,. En février 2019, un incendie rapidement maîtrisé dans la chambre de Marie-Antoinette provoque la fermeture partielle du Petit Trianon. À la suite du confinement lié à la pandémie de Covid-19 en France, les jardins du Petit Trianon ne sont plus entretenus et retrouvent l'allure qu'ils avaient 300 ans plus tôt à l'époque de Marie-Antoinette. Décision est alors prise de désormais les laisser à l'état naturel et de ne plus les tondre.

## Lieux

### Les bâtiments antérieurs

#### Le bâtiment du corps de garde
Le bâtiment des gardes existe déjà lorsque sont entrepris les travaux d'aménagement du domaine de Louis XV, non loin des deux glacières. Il abrite un corps de garde française lors des séjours du Roi. Il complète un corps de garde suisse, présent au XVIIIe siècle à proximité du bassin Plat fond, mais dont le bâtiment est aujourd'hui disparu.
En 1850, Questel construit en bordure du Jardin français, à l'emplacement de l'ancien corps de garde, un bâtiment destiné à accueillir le Musée des voitures, dans lequel sont exposés entre autres les carrosses du Sacre de Napoléon ou la Topaze, voiture ayant servi au mariage de l'Empereur avec Marie-Louise. Le bâtiment, vétuste et en mauvais état, est démoli en 1978 et les véhicules sont transférés vers les Grandes écuries.

#### Les glacières

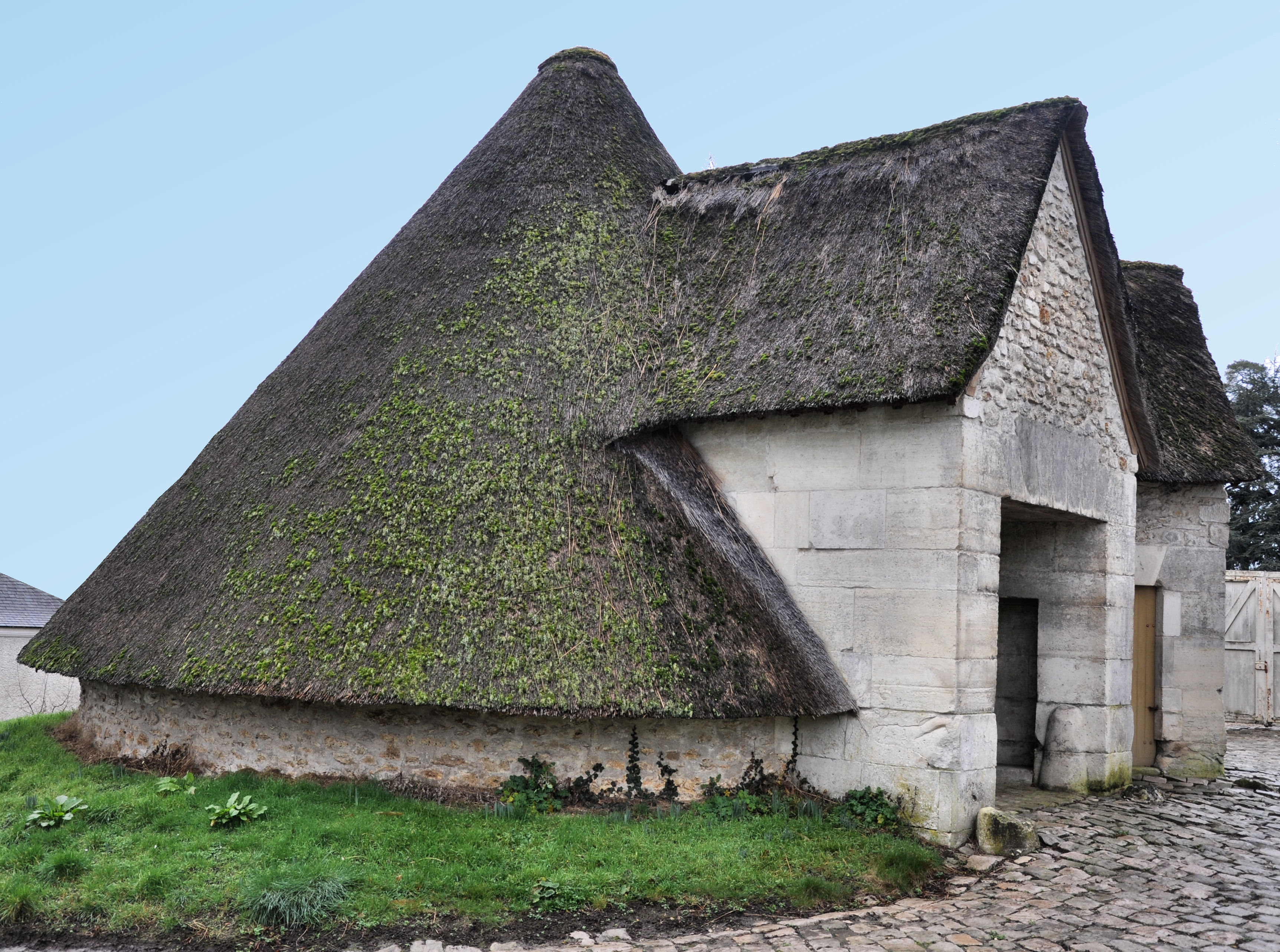
L'une des deux glacières.

Les deux glacières de Trianon, souterraines et condamnées par un système de double porte, sont installées par Louis XIV en 1686 et fonctionnent jusqu'en 1909. Elles représentent une des premières constructions du domaine de Trianon, à l'écart de l'ancien village. Leur emplacement est choisi avec soin, sur un terrain sec et proche d'un bosquet, et à proximité du Grand canal afin de faciliter le transport de la glace. La fosse est de forme tronconique et le fond est maçonné en pente vers le centre avec une grille permettant l'évacuation des eaux de fonte. La partie extérieure, en pierre de meulière, est garnie de chaume. Pour les approvisionner, durant les journées les plus froides de l'hiver, des journaliers cassent la glace du canal et la transportent dans des voitures à cheval avant de la jeter au fond des glacières dont le tour est préalablement garni de paille. Elles restent en fonction durant la Révolution et sont même utilisées pour fournir la famille royale aux Tuileries puis au Temple. Elles sont remises en état sous la Restauration et sont concédées en 1849 à un limonadier. Elles sont ensuite exploitées, jusqu'en 1909, par la Société des glacières de Paris. Ce n'est qu'en 1982 que les glacières de Trianon sont entièrement rénovées.

#### Le Château Neuf

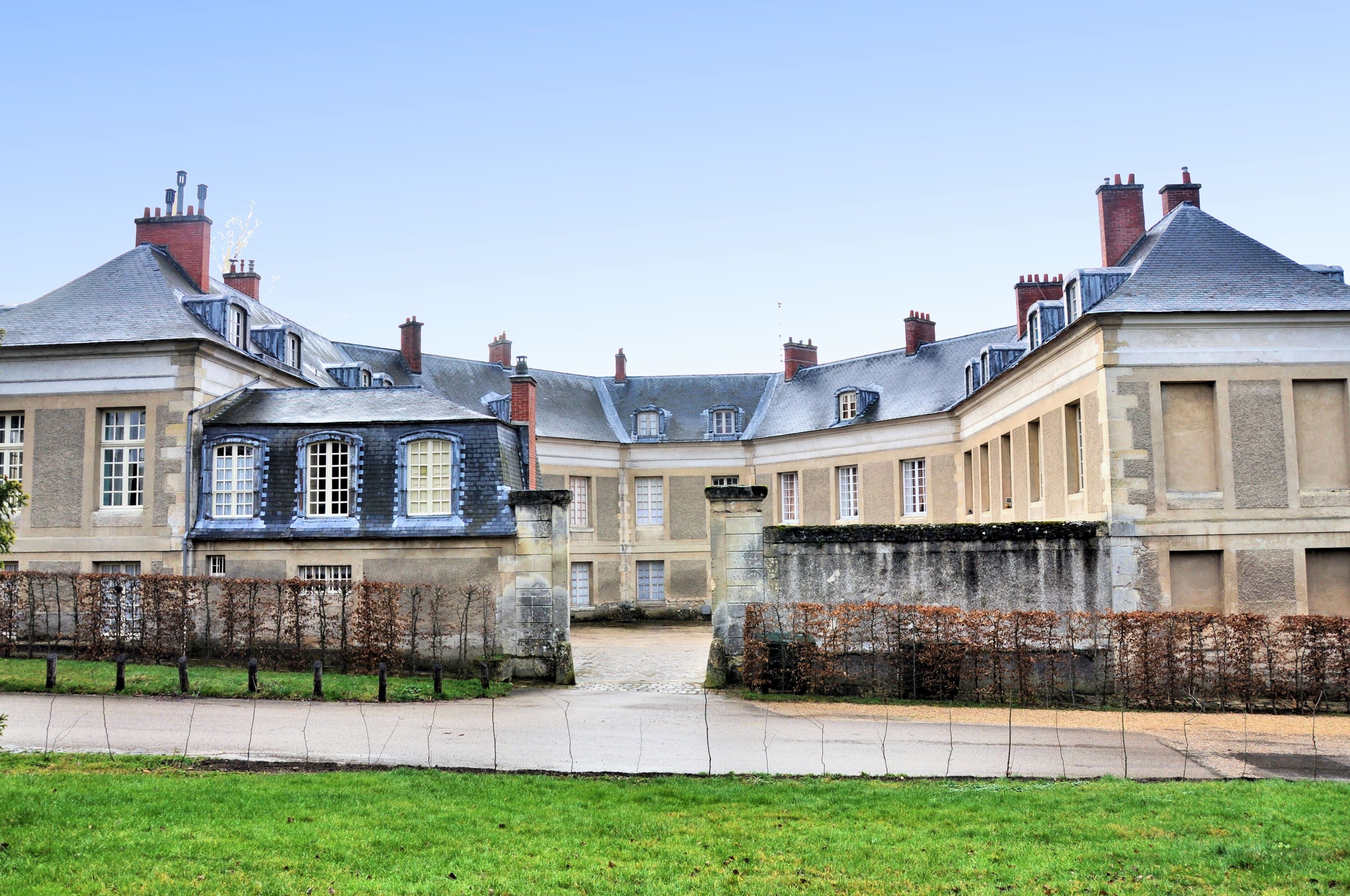
Le Château Neuf.

Le bâtiment de Châteauneuf est une construction en forme de fer à cheval, accolée au mur d'enceinte du parc du Petit Trianon, sur sa limite occidentale, et comportant deux étages d'élévation surmontés d'un comble d'ardoise mansardé. Édifié en 1703 par Jules Hardouin-Mansart, il sert à loger les jardiniers et fontainiers ainsi que certains personnels des bâtiments du roi dans les étages. Les caves et le rez-de-chaussée sont destinés à servir d'orangerie pour Trianon et à remplacer le cabinet des parfums de l'ancien Trianon de porcelaine. Les plantes les plus rares de la collection de Louis XIV sont disposées dans les combles afin d'en accélérer la floraison durant les mois d'hiver. Son successeur, Louis XV, convertit les étages en intégrant un décor de lambris et de cheminées afin d'y loger des personnages plus importants, sans doute des officiers de la Garde royale. Il fait aussi adjoindre une petite aile à un étage sous comble en retour à gauche dans la cour. Ange-Jacques Gabriel semble y avoir été logé durant l'aménagement du Petit Trianon. C'est au « Château neuf de Trianon » que Jacques Briot, jardinier en chef de Trianon, crée, en 1858, le marronnier à fleurs rouges. Perdant au fil du temps sa destination de serre, il reste jusqu'à nos jours un logement pour des personnels du domaine de Versailles.

### Le Jardin français

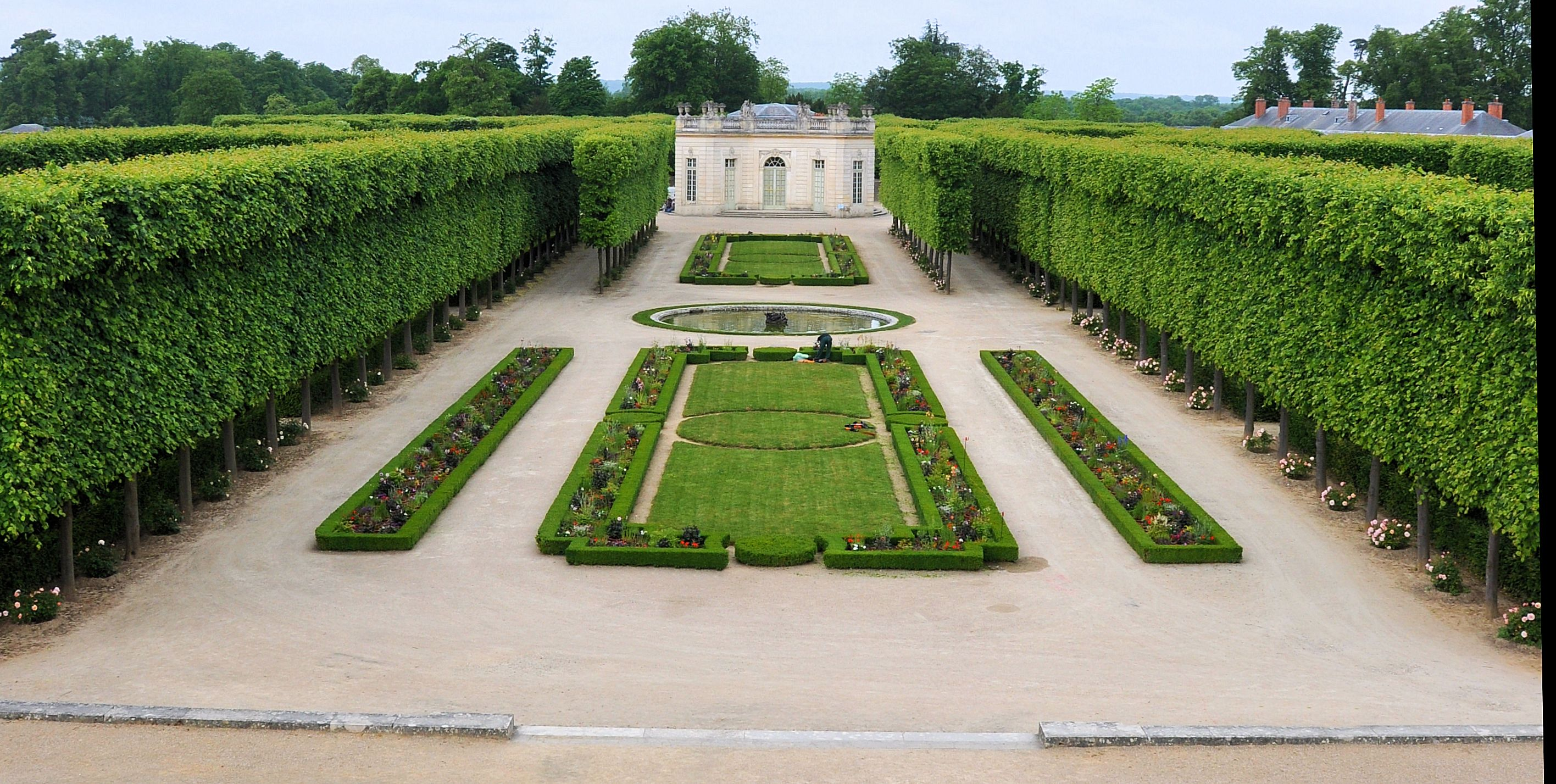
Le jardin à la française.

Le jardin « à la française », créé dès 1749 par l'architecte Gabriel, est caractérisé par des lignes géométriques et symétriques. Nommé à l'origine « Nouveau jardin du Roi » ou « Jardin de la ménagerie », ce parterre fleuri permet de mettre en valeur l'aspect scientifique des potagers de Claude Richard, installés aux alentours. De nos jours, les parterres sont aménagés selon le plan de 1774, incluant la perspective simplement prolongée lors de la construction du château. De longues pelouses à bordures fleuries ne sont interrompues que par deux des quatre bassins et par le pavillon central en forme de croix de saint André. Ces quatre bassins, de forme circulaire et au rebord de marbre , sont disposés en vis-à-vis de chaque façade du pavillon et sont agrémentés de statues de plomb représentant des groupes de trois Enfants jouant avec des poissons et des oiseaux aquatiques, sculptées par Jules-Antoine Rousseau. Les longues allées parallèles bordées de peupliers délimitent aussi des salles vertes aménagées dans des charmilles.

#### La Ménagerie

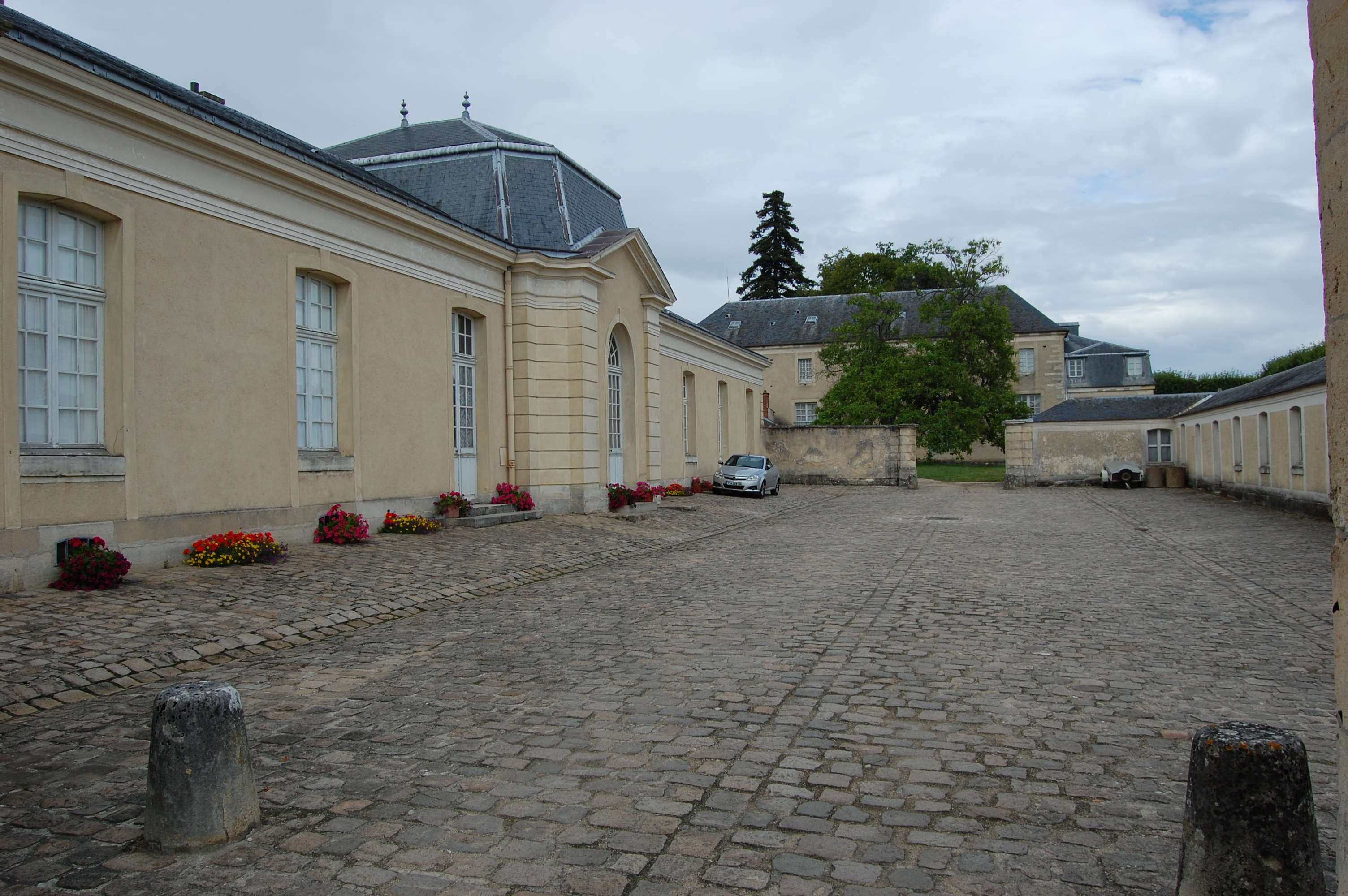
L'ancienne ménagerie. Bâtiments transformés en communs. La cour intérieure.

La ménagerie est l'un des premiers bâtiments construits sur le domaine du Petit Trianon. À l'inverse de la Ménagerie royale de Louis XIV, située plus au sud, qui accueille des animaux exotiques et sauvages, celle de Trianon est réservée à des volatiles de basse-cour plus ordinaires : poules, pigeons et faisans forment la majorité des espèces,. Elle est bâtie de 1749 à 1753, au sud des deux glacières créées par Louis XIV et de quelques logements de gardes et de jardiniers. Gabriel y inclut aussi une vacherie, dont les vaches sont importées de Hollande pour la qualité de leur lait,, une bergerie pour les moutons, une laiterie et le logement de la laitière. Les « belles poules », en réalité surtout des faisans et des pintades, sont aussi l'objet d'une attention scientifique et leur squelette est aussitôt remis à l'Académie des sciences. L'avant-corps central, à fronton et voûte en coupole, accueille la« laiterie d'apparat ou de propreté » dans laquelle le roi et ses hôtes viennent déguster les laitages préparés dans la pièce voisine.
Un long bâtiment formant cour avec les autres édifices tient lieu de fourrières pour le service. Lors d'une deuxième phase d'aménagements lancée le 11 septembre 1751, on installe, à l'est du Salon frais, une volière, dans un « pavillon carré, percé d'une grande porte cintrée, et accosté de deux bâtiments moins élevés à une fenêtre, avec trois cours qui ont chacune un petit bassin ». L'intérieur est luxueux et les parois sont garnies de loges de menuiserie. Le sol est formé de sable et les cheminées de brique servant à chauffer les poules royales sont protégées par une grille dorée. Ce pavillon est remplacé lors de la création du jardin botanique par la demeure du concierge. On place aussi dans le jardin plusieurs poulaillers, eux aussi disparus. Ces bâtiments servent aujourd'hui de logements pour les agents du domaine de Versailles.

#### Le Pavillon français

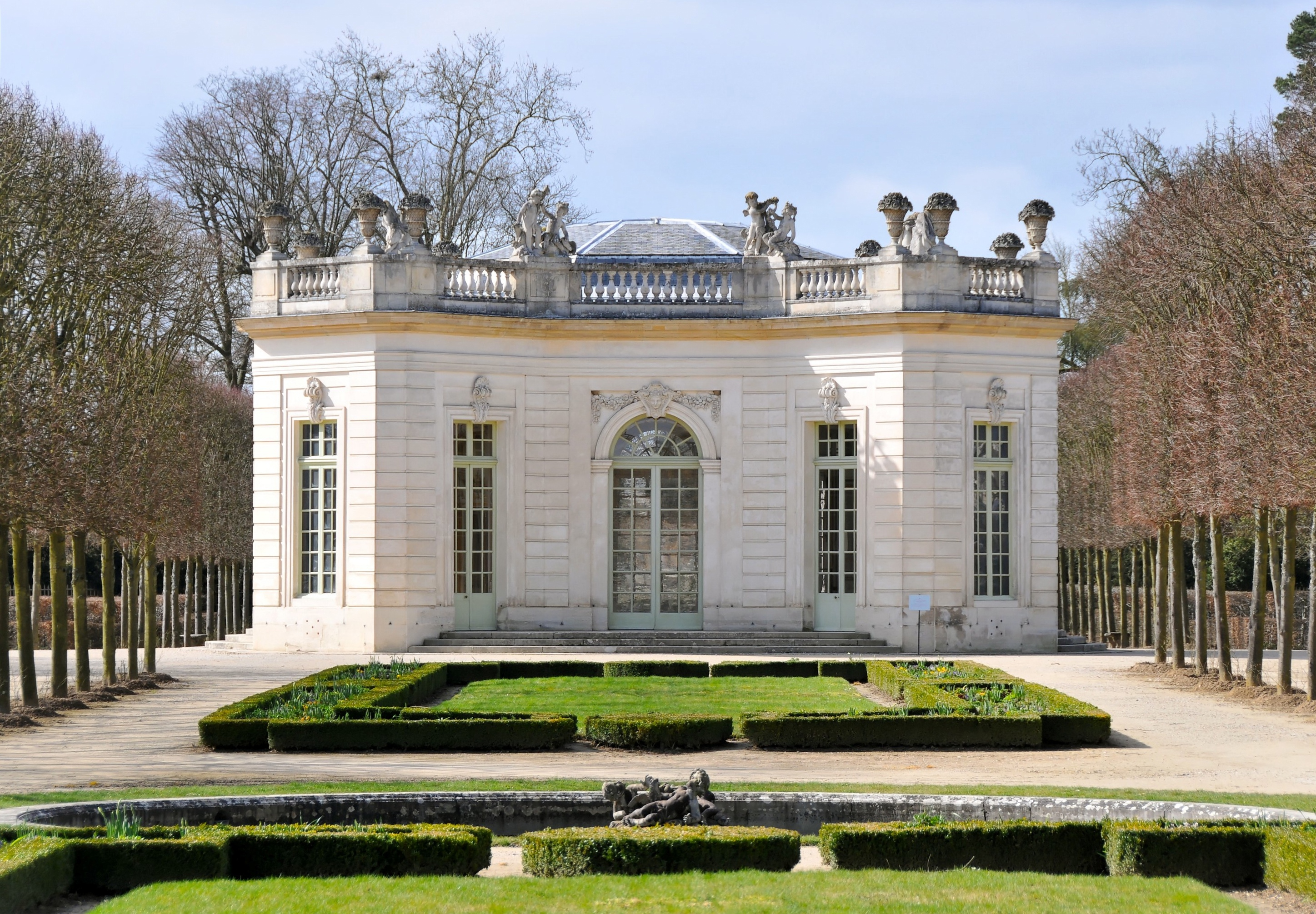
Le Pavillon français.

Achevé en 1750, le Pavillon français se compose d'un salon central octogonal, ouvert par quatre portes-fenêtres cintrées et accosté de quatre cabinets éclairés chacun de trois grandes fenêtres : une antichambre, un réchauffoir, un boudoir et une garde-robe. Il est couvert d'un toit en terrasse, bordé de statuettes d'enfants et de vases. La frise du salon central décorée d'animaux de basse-cour rappelle la ménagerie voisine : on y trouve des poules, des coqs, des pigeons, des canards et même quelques cygnes, ainsi que des Amours, au-dessus des portes, jouant avec des cages et des corbeilles.

#### Le Pavillon (ou Salon) frais

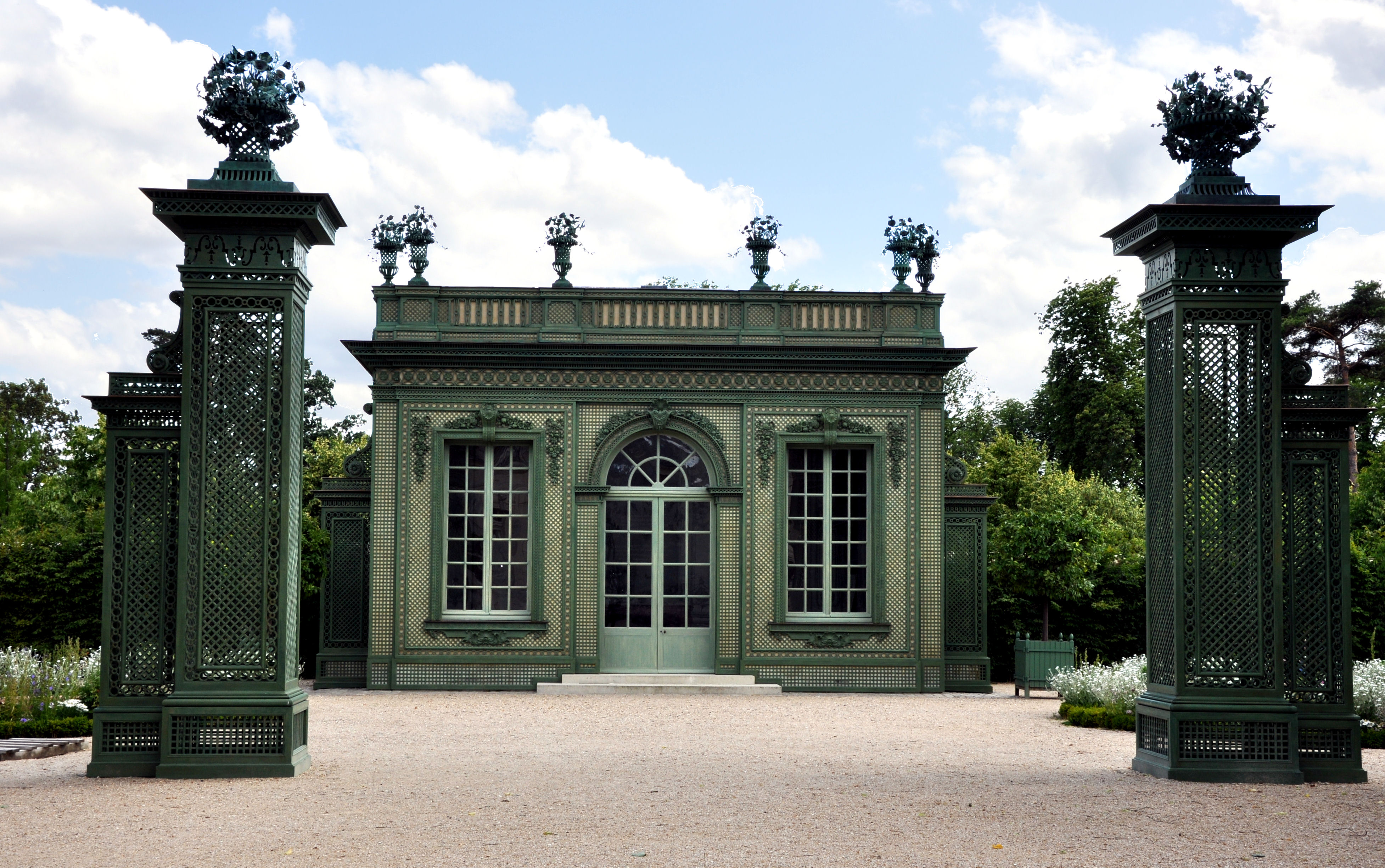
Le Pavillon (ou Salon) frais.

Le Pavillon frais (ou Salon frais), achevé en 1753 par Ange-Jacques Gabriel, est un petit édifice situé en regard du Pavillon français, servant à l'origine de salle à manger d'été dans laquelle on vient prendre le frais et déguster les produits du potager et de la laiterie. Il est entièrement recouvert de panneaux de treillage verts et surmonté de vases en corbeille. Le jardinet de verdure agrémenté de deux bassins était autrefois entouré d'une galerie de treillage ponctuée de tilleuls taillés en boule. Rasé sous Napoléon Ier en raison de son état de décrépitude, le pavillon est restitué en 2010.

#### La Maison de Richard (ou le Pavillon de Jussieu)

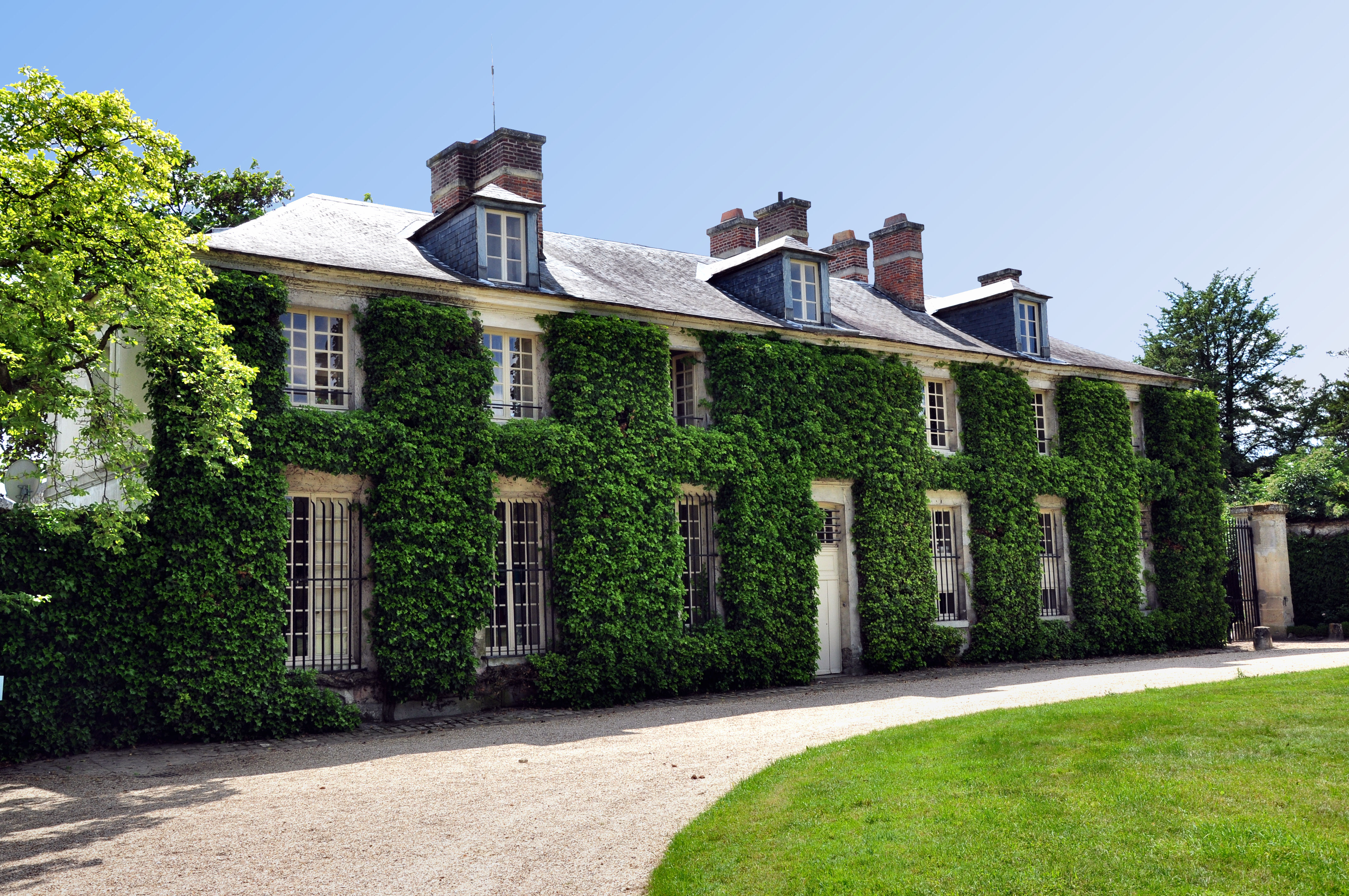
La Maison de Richard ou Pavillon de Jussieu.

La Maison du jardinier est située à proximité du bassin du Trèfle. Lorsqu'est nommé, par Louis XV, Claude Richard comme jardinier-fleuriste de Trianon, il faut penser à un logement. En septembre 1750, ordre est donné de construire un bâtiment à l'emplacement de la pépinière, qui est dès lors transférée de l'autre côté du bassin du Trèfle. Un second bâtiment plus petit est construit en parallèle au sud-ouest, de l'autre côté d'une courette et donnant sur l'enclos des glacières.
Le bâtiment principal comprend quatre niveaux, incluant les caves. Au rez-de-chaussée, une cuisine avec four à pain, réchauffoir et cellier côtoie une chambre et un grand cabinet, devenu au XIXe siècle une salle à manger. Un entresol avec deux chambres complète le premier étage qui en contient quatre autres. Un petit bâtiment perpendiculaire reliant les deux bâtiments et contenant trois pièces a aujourd'hui disparu. La maison en face abrite une étable, une écurie, un poulailler et deux remises.
Après Claude Richard, son fils Antoine et, sans doute aussi, son petit-fils Louis-Claude, les jardiniers en chef de Trianon demeurent successivement dans la maison jusqu'en 1900 : Duchesne, Jouet, Goupy, Philippar et Charpentier. Antoine Richard, qui y demeure pendant la Révolution et contribue à sauver le domaine de la vente aux enchères, a l'idée d'utiliser les jardins fruitiers et potagers pour nourrir les habitants de la ville de Versailles.
Le bâtiment est aujourd'hui nommé « Pavillon de Jussieu », même si le botaniste n'y a jamais véritablement vécu. Jusqu'en 2015, il a abrité le Centre de recherche du château de Versailles (CRCV) qui a déménagé vers le Grand Commun. Enfoui sous le lierre, il fait face, avant l'Orangerie, au « jardin Charpentier », du nom du jardinier qui l'a replanté, en 1850, de rhododendrons et magnolias qui fleurissent encore aujourd'hui, malgré la tempête de 1999 qui a emporté les plus beaux spécimens du domaine.

#### L'Orangerie

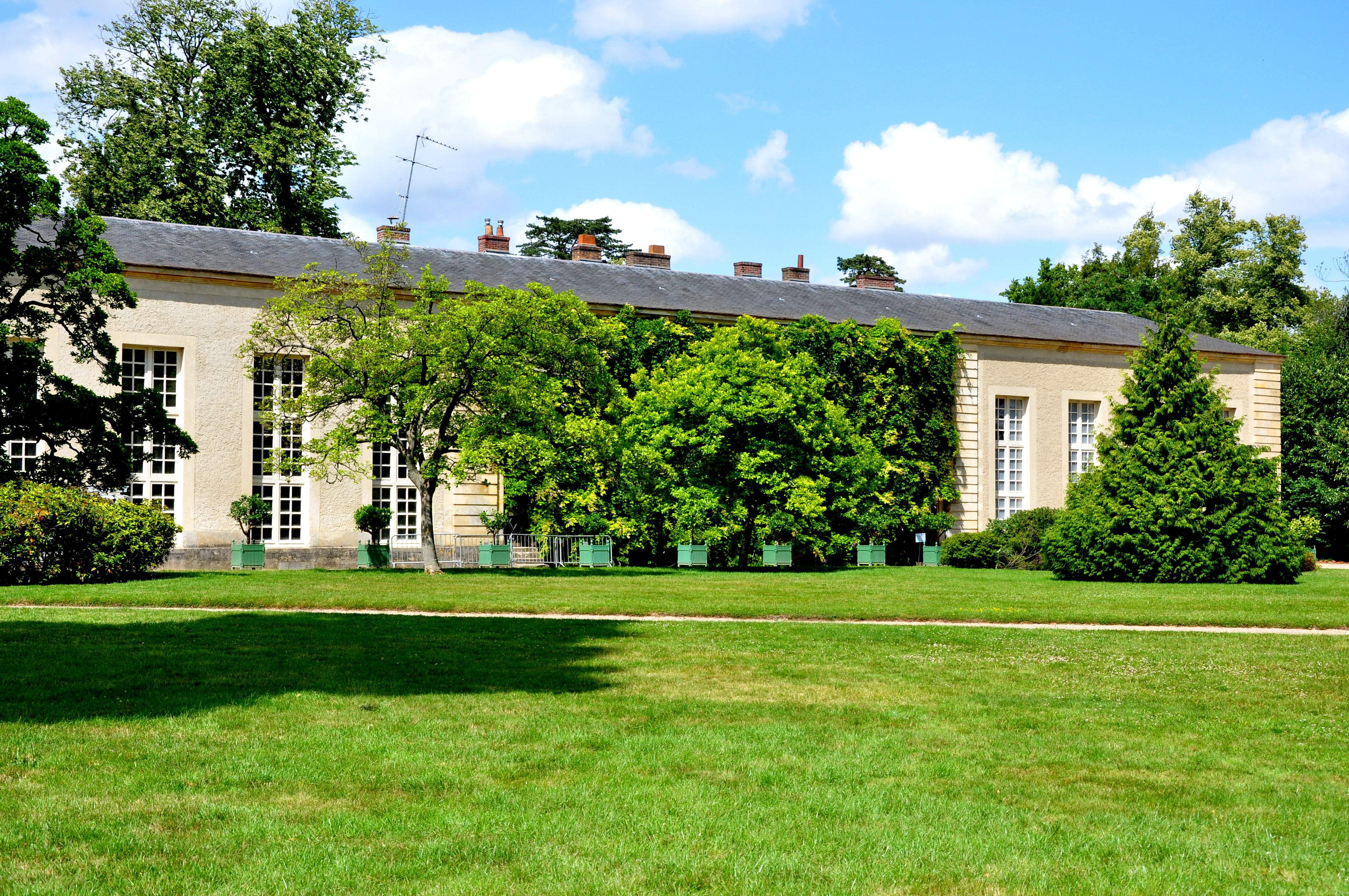
L'Orangerie.

L'Orangerie est située en face de la Maison du jardinier (qu'on appelle aussi « Pavillon de Jussieu »). Lors de sa construction, à la même époque que cette maison, elle délimite par le nord un parterre potager nommé « jardin de Richard ». Sous Marie-Antoinette, on y installe parfois un bâti provisoire de planches, toiles et cartons pour donner des représentations avant la construction du Théâtre de la Reine. Une seconde orangerie, de taille plus réduite, est située à proximité du pavillon de Châteauneuf.

### Le Château
Élément central du domaine du Petit Trianon, le château n'en est pas pour autant le premier édifice, ayant été conçu comme le point d'orgue du Jardin français et de ses aménagements commencés vingt ans plus tôt. Commandé en 1762 à Gabriel, il n'est achevé qu'en 1768, soit quatre ans après la mort de Madame de Pompadour. Celle-ci, à l'origine du projet avec son frère le marquis de Marigny, directeur des Bâtiments du Roi, l'élabore « à la dernière mode ». Le Premier architecte du roi s'entoure d'une nouvelle équipe, comme le sculpteur Honoré Guibert ou les ornemanistes Jean-François de Neufforge (en) et Jean Charles Delafosse. Le néo-classicisme du bâtiment est en rupture totale avec le style rocaille du Pavillon français, construit par le même architecte en 1750.
La richesse de sa décoration ne réside pas dans l'emploi des matières, la dorure en étant quasiment absente, mais dans le raffinement des sculptures de ce château entièrement voué à la nature, les fleurs apparaissant à profusion sur les moulures, les lambris, les bronzes ou les meubles. La monumentalité du bâtiment, marqué par l'ordre colossal, est caractérisée par une stéréotomie, avec un décor uniquement composé d'ornements géométriques.
De plan carré de 23 mètres de côté, l'édifice comprend cinq fenêtres par étage sur chacune des façades décorées de l'ordre corinthien, marquées par de subtiles différences. Celle sur le Jardin français est ornée de quatre colonnes en avant-corps. Celles donnant sur le Jardin anglais et sur la cour d'entrée possèdent quatre pilastres qui scandent les croisées sur toute la hauteur des deux étages supérieurs. La façade orientale n'a ni colonne ni pilastre, mais comprend un rez-de-chaussée à bossages horizontaux, comme la façade sud, en raison de la déclivité du terrain. Le toit en terrasse est entouré d'une balustrade.

Les façades du château : côtés sud, est, nord et ouest.
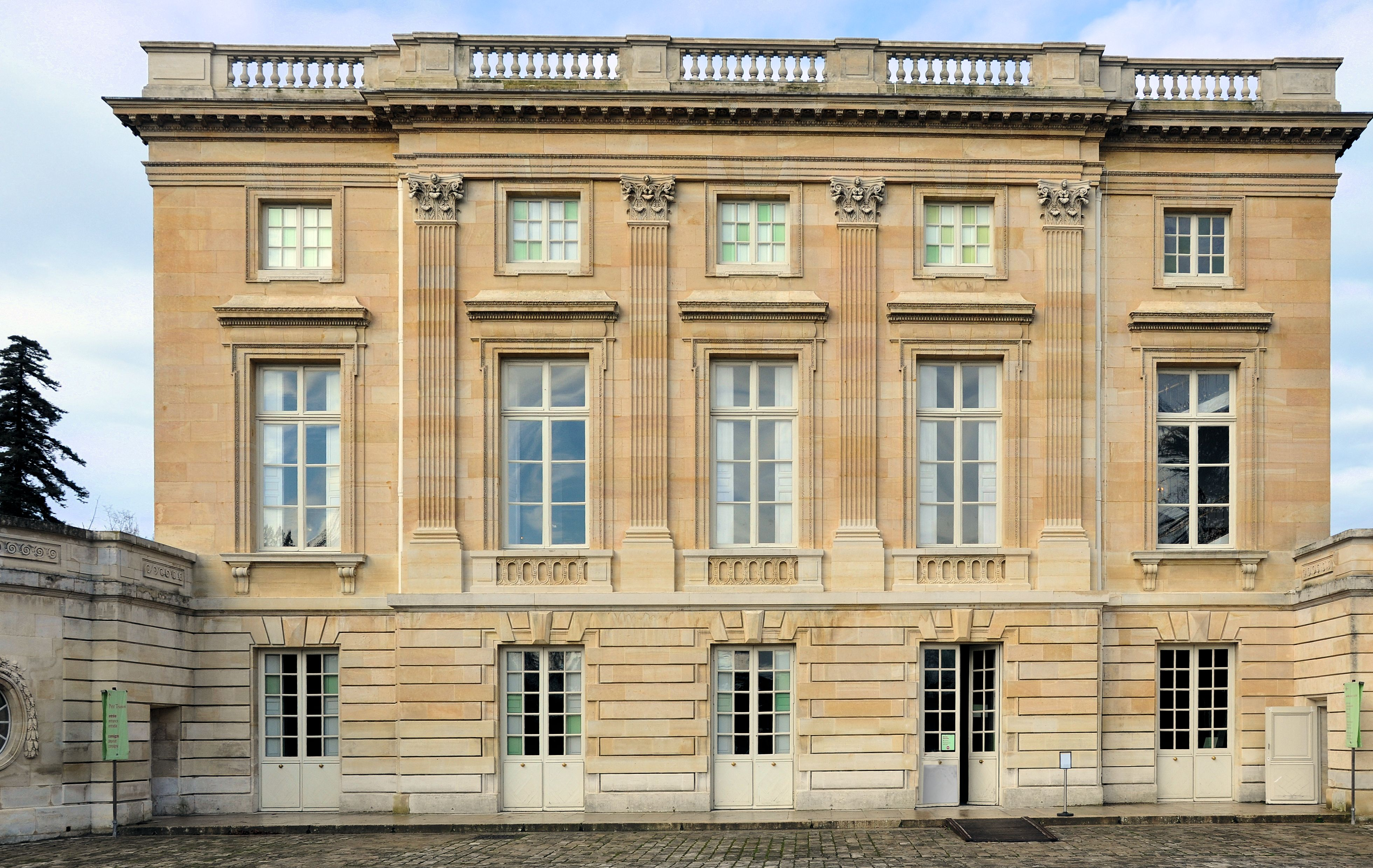
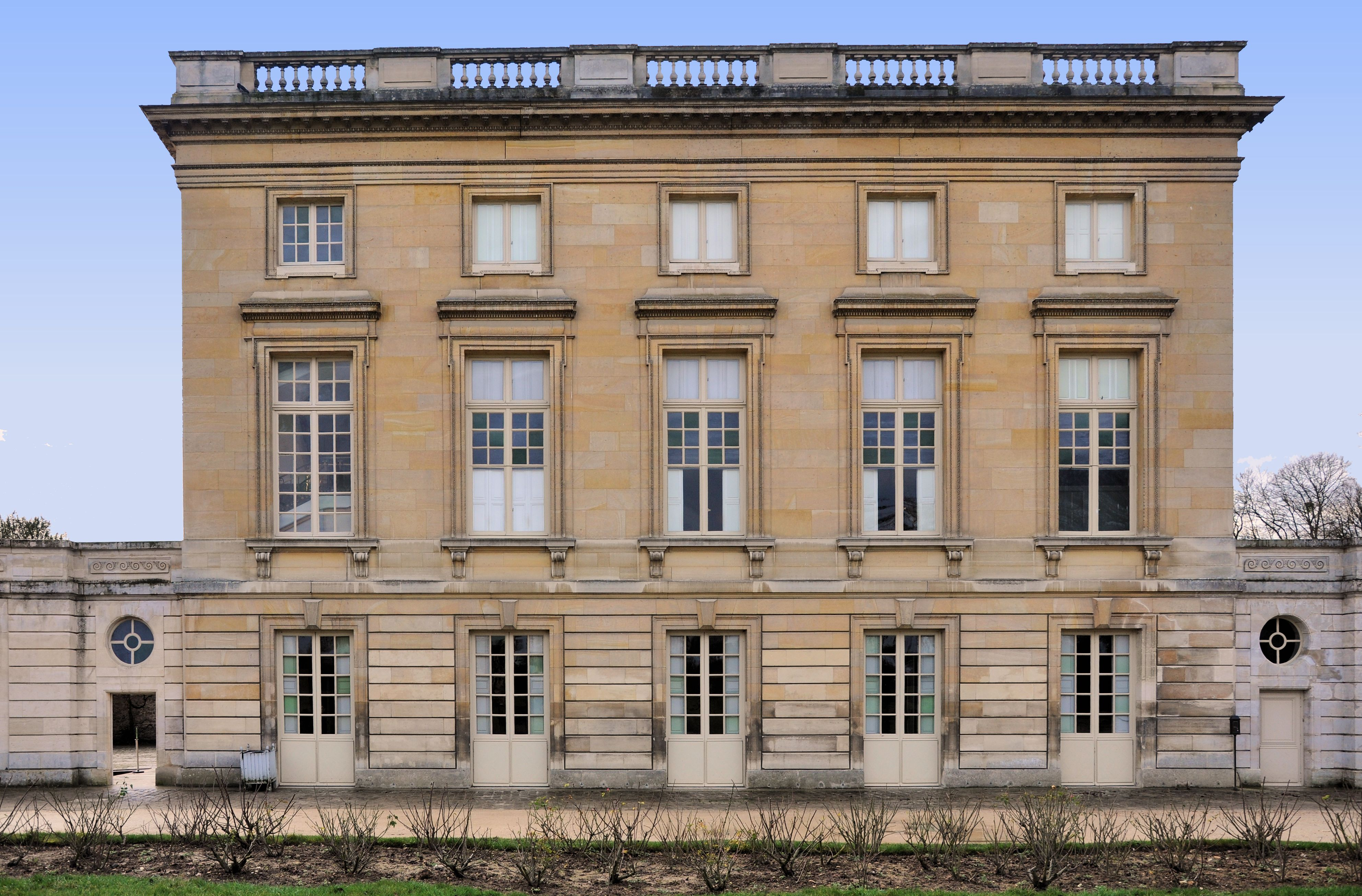
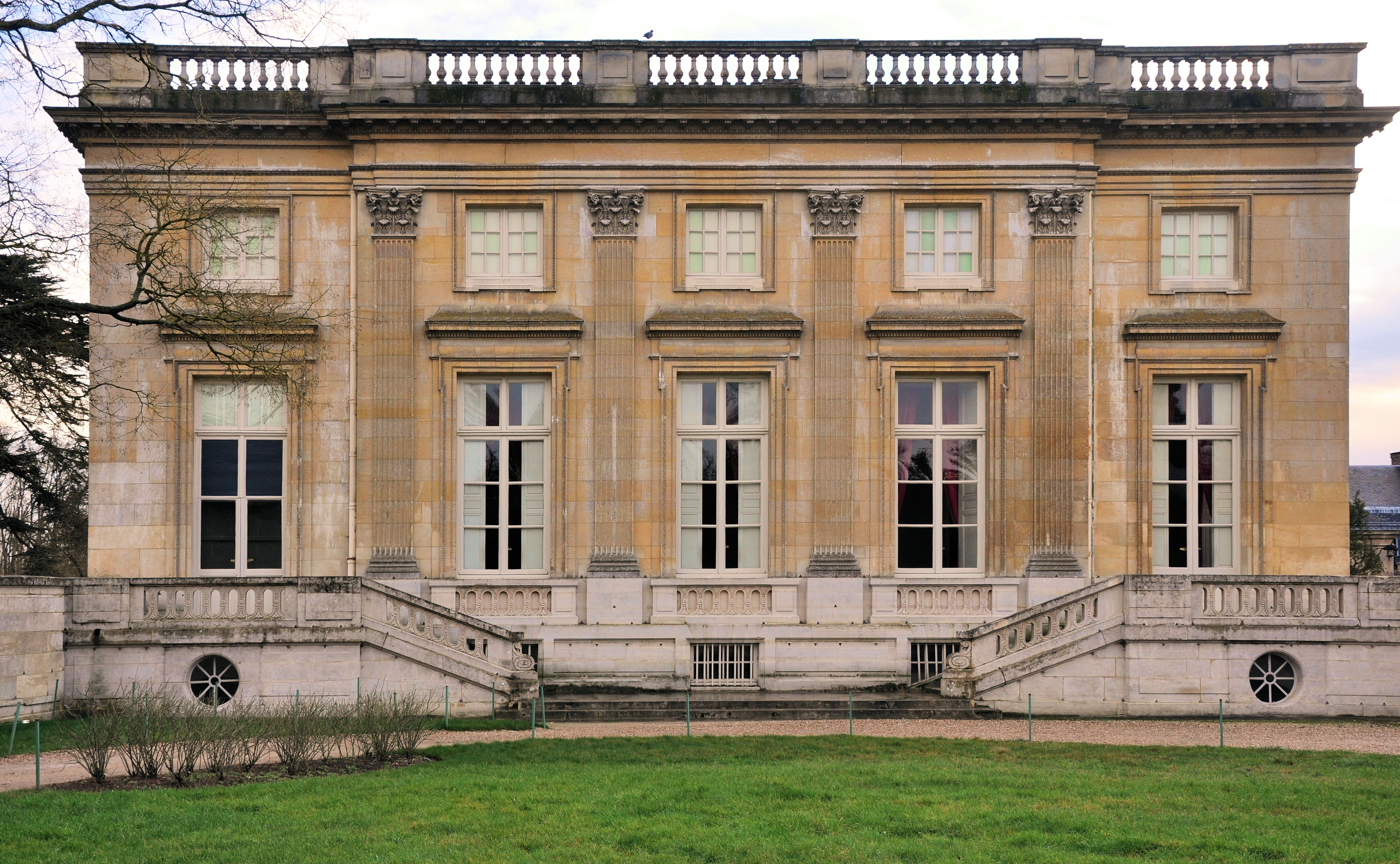
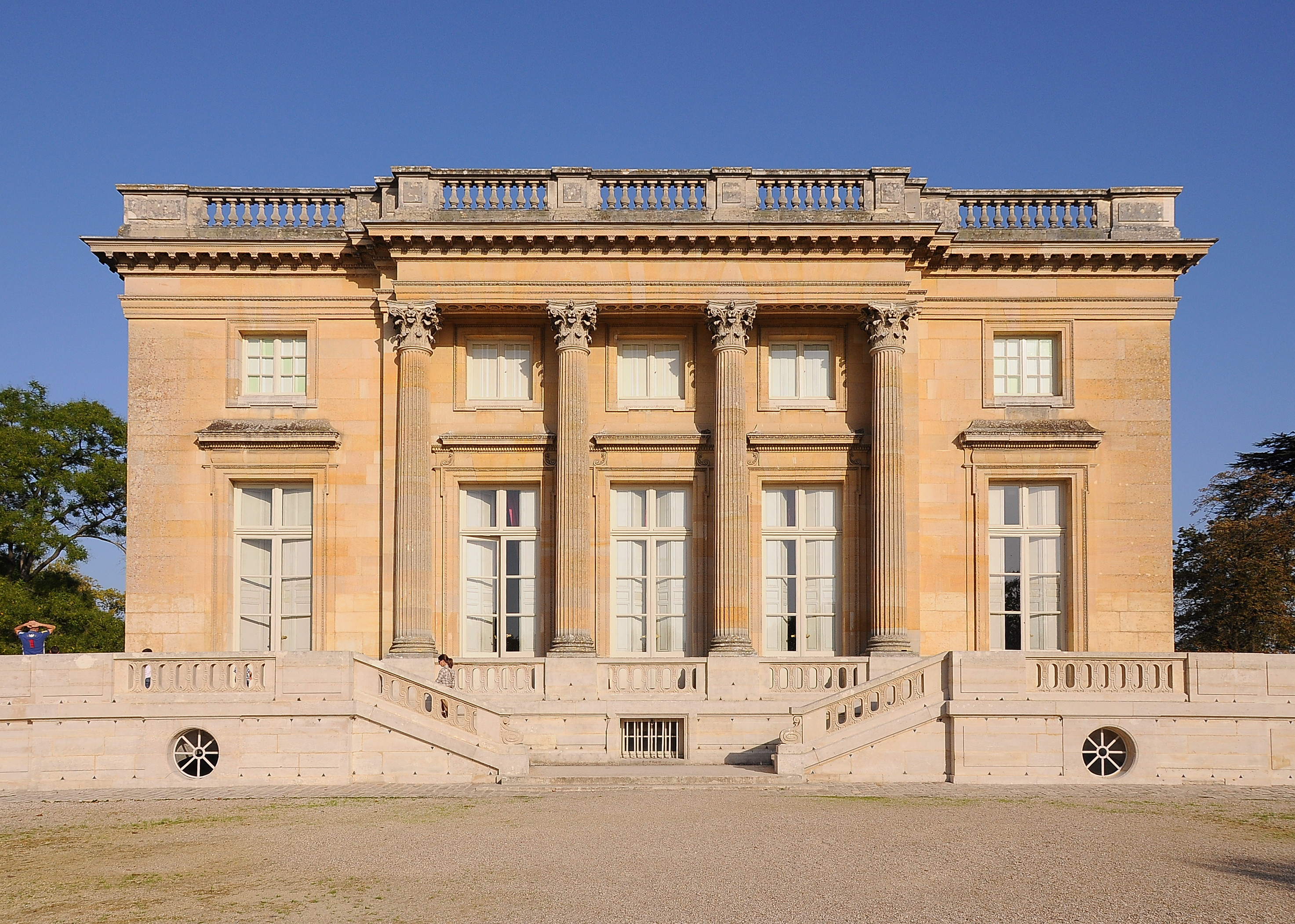

#### Le rez-de-chaussée

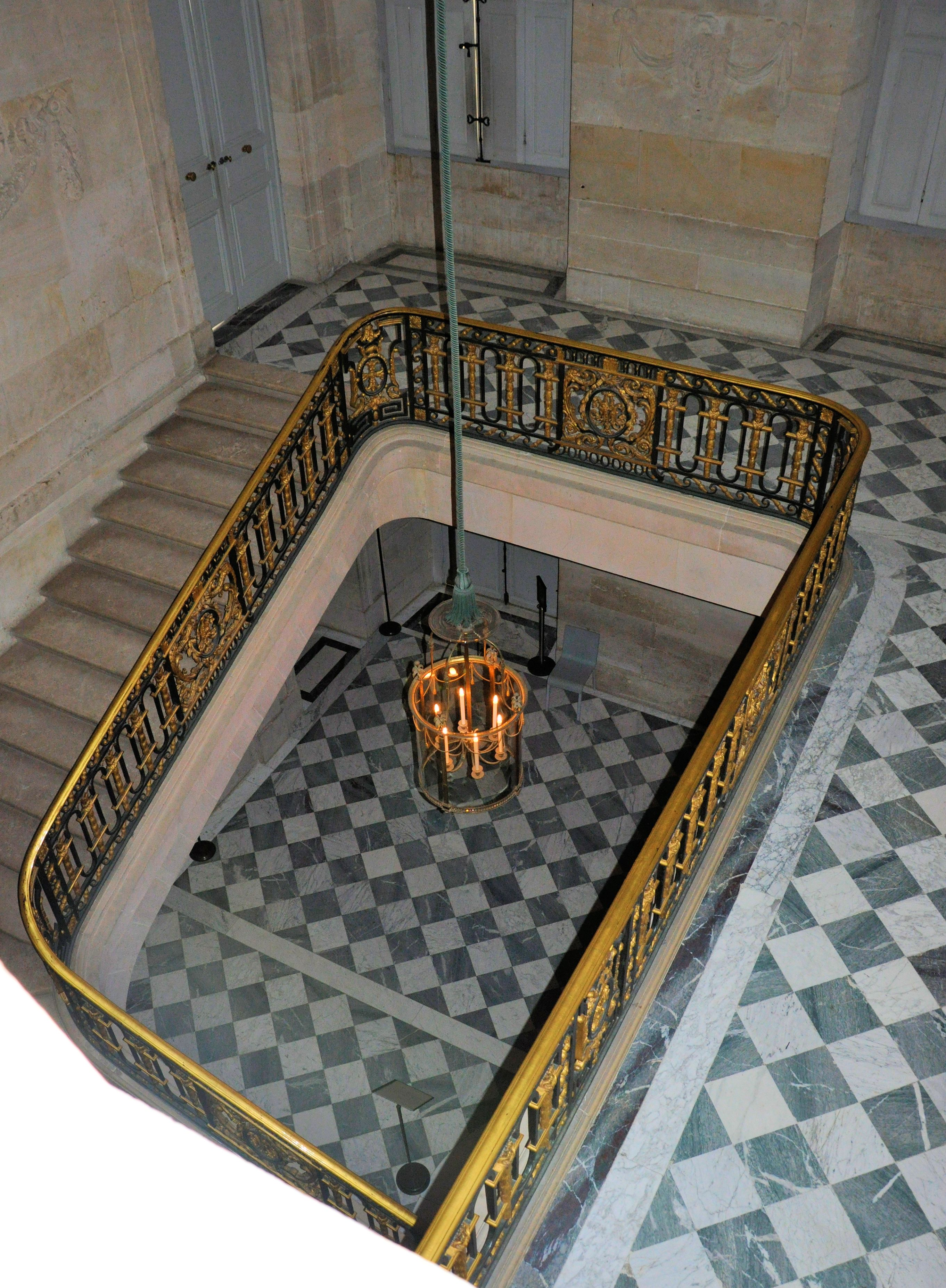
Le vestibule. Le grand escalier.

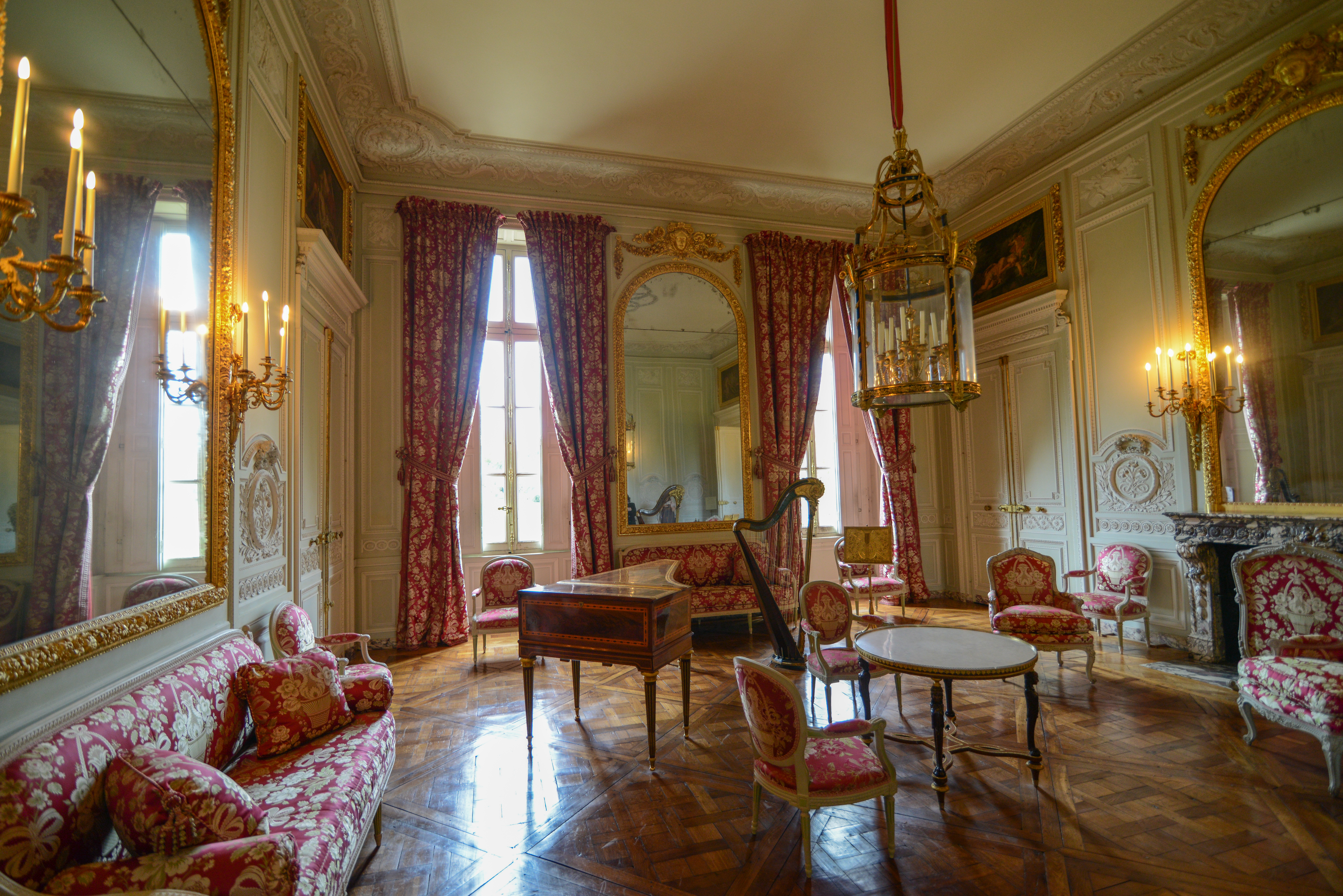
Le salon de compagnie.

S'ouvrant par deux modestes portes sur la cour d'honneur, le vestibule est le volume le plus majestueux de l'édifice, conçu comme une véritable cour intérieure, avec de hautes portes-fenêtres garnies de garde-corps forgés et des œils-de-bœuf. La salle de gauche est réservée aux gardes, avec un décor d'une grande simplicité. Deux grandes toiles de Johann Georg Weikert (de) évoquent le mariage de Joseph II, frère de Marie-Antoinette. À droite se trouve la salle du billard de Louis XV. À l'arrière, on accède aux pièces de service, dont le réchauffoir — qui sert à réchauffer les plats en provenance des communs — surmonté d'une étonnante voûte plate et les deux salles d'office prévues pour accueillir le système de « tables volantes » de Loriot, finalement jamais installé.

#### Le premier étage

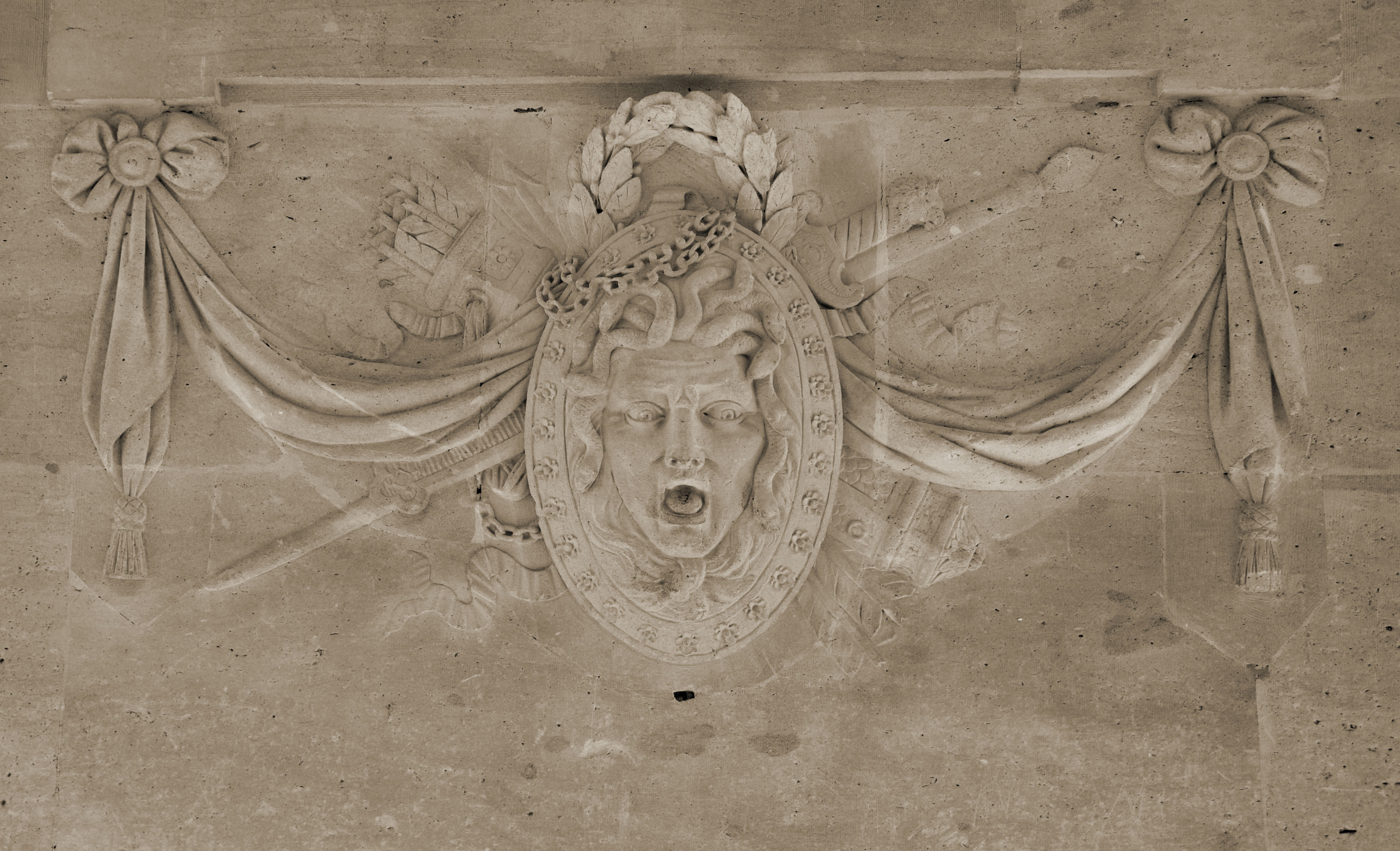
Le palier du premier étage. Bas-relief représentant une tête de Méduse.

Le premier étage est surnommé « l'étage noble » et est accessible par le grand escalier, mais aussi par les terrasses donnant sur deux côtés du château, en raison de la déclivité du terrain. Il comprend sept pièces principales, quatre destinées à la réception et trois faisant office d'appartement royal. La décoration est entièrement consacrée à la nature : les boiseries sont sculptées, par Honoré Guibert, de corbeilles et de guirlandes de fleurs et de fruits, en harmonie avec la diversité du jardin botanique de Louis XV. Les tableaux de d'antichambre, de la grande et de la petite salle à manger et du salon de compagnie sont des allégories de la nature.
Du côté est, le cabinet de Louis XV a fait place à la chambre de la Reine, dite « chambre du treillage », par allusion à son caractère champêtre et pittoresque. La salle voisine, ancienne « pièce de café » du Roi, est transformée par Marie-Antoinette en un boudoir dont la décoration de Richard Mique est qualifiée de « petit bijou de raffinement » et doté d'un ingénieux système permettant d'occulter les fenêtres par de grands miroirs qualifiés de « glaces mouvantes ».

#### L'entresol
Sur la moitié du château donnant sur le Jardin anglais se situent trois pièces entresolées entre l'appartement de la Reine, à l'étage noble, et celui du Roi, à l'attique. L'entresol, réservé au logement de service, est accessible par le petit escalier sud. Le cabinet de Louis XV, qui abrite à l'origine un autre escalier plus privé, à l'angle nord-est est transformé par Marie-Antoinette en bibliothèque. Les deux autres pièces sont attribuées à la première femme de chambre et à la dame d'honneur. Au centre de l'édifice, en second jour, un escalier hélicoïdal est créé par Louis-Philippe pour faciliter la communication entre les appartements du duc et de la duchesse d'Orléans, sous la Monarchie de Juillet.

#### L'attique
Le dernier étage du château est affecté sous Louis XV à l'hébergement des « seigneurs de sa suite » et du capitaine de sa garde, ainsi qu'à son appartement, composé d'une chambre, d'une antichambre et d'un cabinet d'angle pour « servir le café ». La comtesse Du Barry l'occupe avant qu'il ne revienne dès 1774 aux intimes de Marie-Antoinette. Lors de la restauration du château en 2008, sept de ces logements de seigneurs sont aménagés en évocation des « Dames de Trianon ».

#### Les communs
Situés le long de l'allée sud du Jardin français, les bâtiments des communs sont construits à partir de juillet 1770, les travaux ayant été initiés en 1767 puis suspendus par souci d'économie. Ils remplacent la figuerie du premier jardin potager et fruitier de Claude Richard, sur sa partie occidentale, ainsi que les divers jardins en couches et les serres qui bordent alors l'avenue menant au Grand Trianon.
La disposition des communs est révélatrice de la volonté de dissimuler les espaces de service aux yeux des visiteurs. La végétation et les murs agrémentés de charmilles ne laissent apparents que les éléments d'architecture devant être mis en valeur. Les circulations domestiques sont souterraines, intégrées aux terrasses, conciliant les exigences d'une « maison de campagne » et l'harmonie de la nature.
Les cuisines et les offices donnent sur le jardin, un petit corps de logis sur l'avant est destiné au chapelain et un long mur à auvents longeant l'avenue et faisant face au bâtiment principal forme une cour intérieure, accessible par une grande porte-cochère et abritant un lavoir. La partie orientale est, dès sa construction, une cuisine dépendant du Petit Trianon, celle du château devenant insuffisante, surtout après l'adoption par le Roi du projet de Loriot de « tables volantes », qui, s'il avait été mené à son terme, aurait permis de faire apparaître dans les salles à manger des tables déjà garnies. Un petit réchauffoir, plus proche du château, est aussi aménagé sous Louis XV au nord de la cour de la chapelle,. En prolongement vers l'ouest du bâtiment est ajouté un logement pour le concierge avec un jardin arrière.
Les offices sont agrandis en 1781 sur instruction de Marie-Antoinette. En effet, au fur et à mesure de l'importance qu'elle accorde au Petit Trianon et de l'augmentation de ses séjours au domaine, les communs sont réaménagés et adaptés à l'ordinaire de la Reine. Le jardin du second corps est clos afin de former une nouvelle cour et le mur à auvent est remplacé par un véritable bâtiment. Gustave Desjardins fait de ces édifices une description exhaustive qui montre l'organisation permettant de servir deux potages et vingt plats pour le déjeuner et deux potages et dix plats pour le dîner, ce nombre étant doublé en cas de réception : « il y a une cuisine pour les viandes froides, une autre pour les potages et entremets, avec une cheminée, un four et seize réchauds ; une troisième, très vaste, pour les grandes et moyennes entrées avec un four, une cheminée et vingt-huit réchauds ; une quatrième, plus petite, pour la pâtisserie spéciale aux entremets, avec four et cheminée ; une cinquième, de grandes dimensions, pour la rôtisserie, avec un four, une cheminée et seize réchauds ; une sixième pour la pâtisserie proprement dite, avec cheminée et four. Suivent : un garde-manger, un office pour le gobelet-vin, avec une cheminée et quatre réchauds ; la paneterie avec four et cheminée ; une pièce pour la distribution du vin ; une autre pour l'argenterie, divisée en deux compartiments : le premier destiné à la garde, le second au lavage. Viennent ensuite le lavoir de toute la batterie de cuisine et une salle à manger pour les officiers de la bouche. » L'autre aile est convertie en remises et écuries, pouvant accueillir une dizaine de chevaux, ainsi que des chaises à porteurs. De cette longue bâtisse, on ne voit « que des fenêtres grillées, fenêtres de corridors ou de cuisines masquées par un épais treillis ».
En raison de ces modifications, le concierge est installé dans le petit logis à l'avant de la chapelle, que l'on appelle « la maison du Suisse ». Celui de Marie-Antoinette, qui est aussi son garde-meuble, se nomme Pierre-Charles Bonnefoy du Plan : il est chargé de veiller sur les lieux et sur tous les mouvements d'œuvres ou de mobiliers
,. Il contrôle l'accès au domaine, à l'aide des gardes suisses du roi, ce qui lui octroie le surnom de « Suisse ».
Napoléon fait aménager, dans les communs, des remises permettant d'installer six voitures et des écuries pour accueillir une vingtaine de chevaux, à l'attention des Pauline Borghèse et de la mère de l'Empereur.
Les combles de ces bâtiments abritent des logements du personnel, certains ayant même pu accueillir un temps des membres de la cour, comme le comte de Noailles. On trouve aujourd'hui dans ce long bâtiment des appartements de service, une librairie et un salon de thé. Depuis le printemps 2007, la « maison du Suisse », dans la tradition d'autrefois, sert d'accueil pour les visiteurs du domaine.

#### La Chapelle

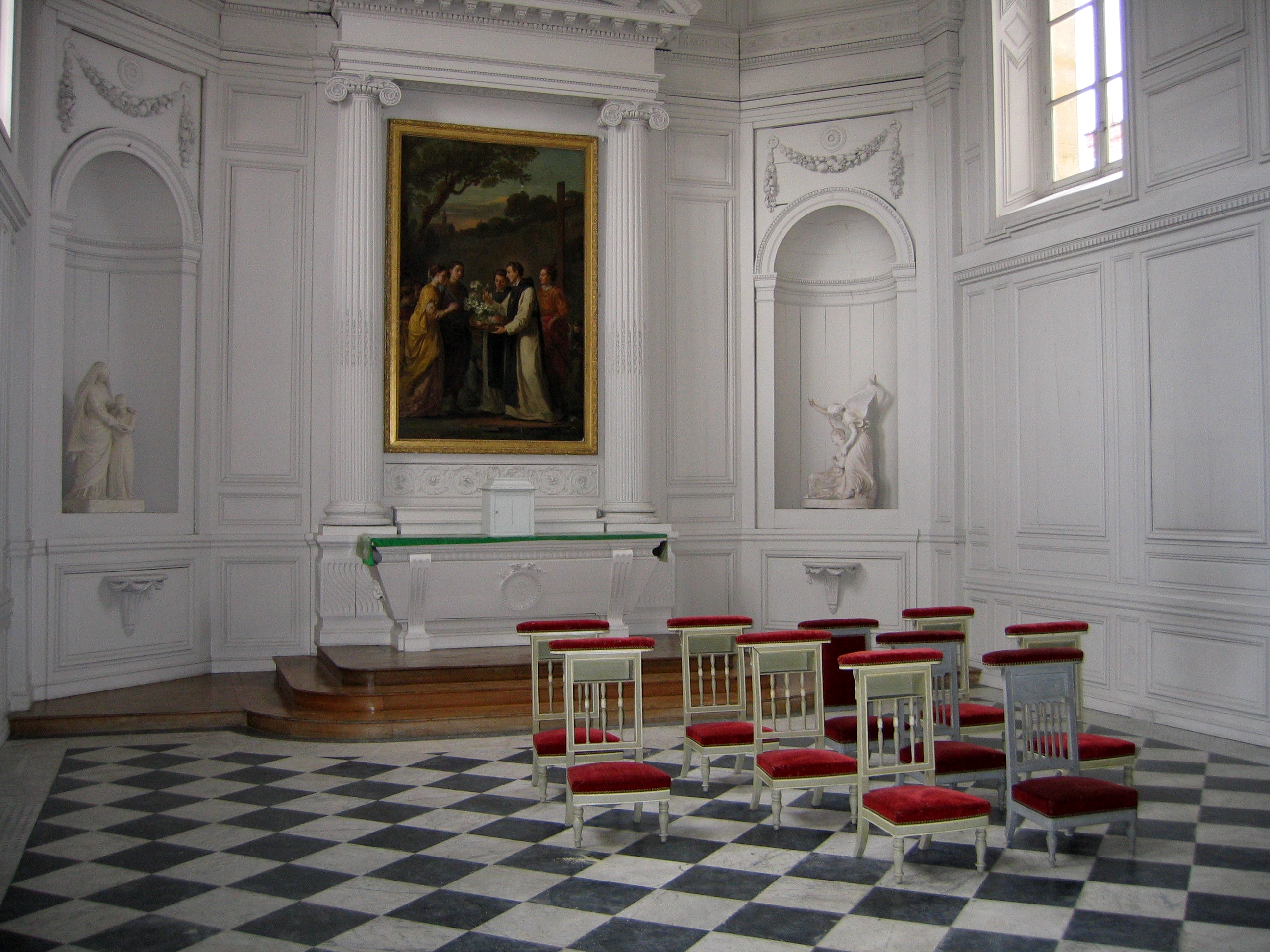
La chapelle. Vue intérieure.

La chapelle se situe au sud du Jardin français, entre les bâtiments des communs et le perron du Petit Trianon. Dernière construction de Gabriel au Petit Trianon, elle est achevée en 1773, pour un coût de 68 500 livres. S'élevant sur deux niveaux selon le type palatin, elle est surmontée d'un clocheton à bulbe et d'une croix.
Éclairé par quatre fenêtres latérales, l'intérieur est lambrissé de gris sur toute sa hauteur. Son décor, de style néo-classique, procède d'une extrême sobriété. Les boiseries, très dépouillées, sont réalisées par Thomas. Antoine Rousseau modèle le chœur. La tribune royale fait face à l'autel. Ceinte d'une balustrade et supportée par quatre colonnes doriques, elle est accessible depuis le perron extérieur qui donne sur le Jardin français.

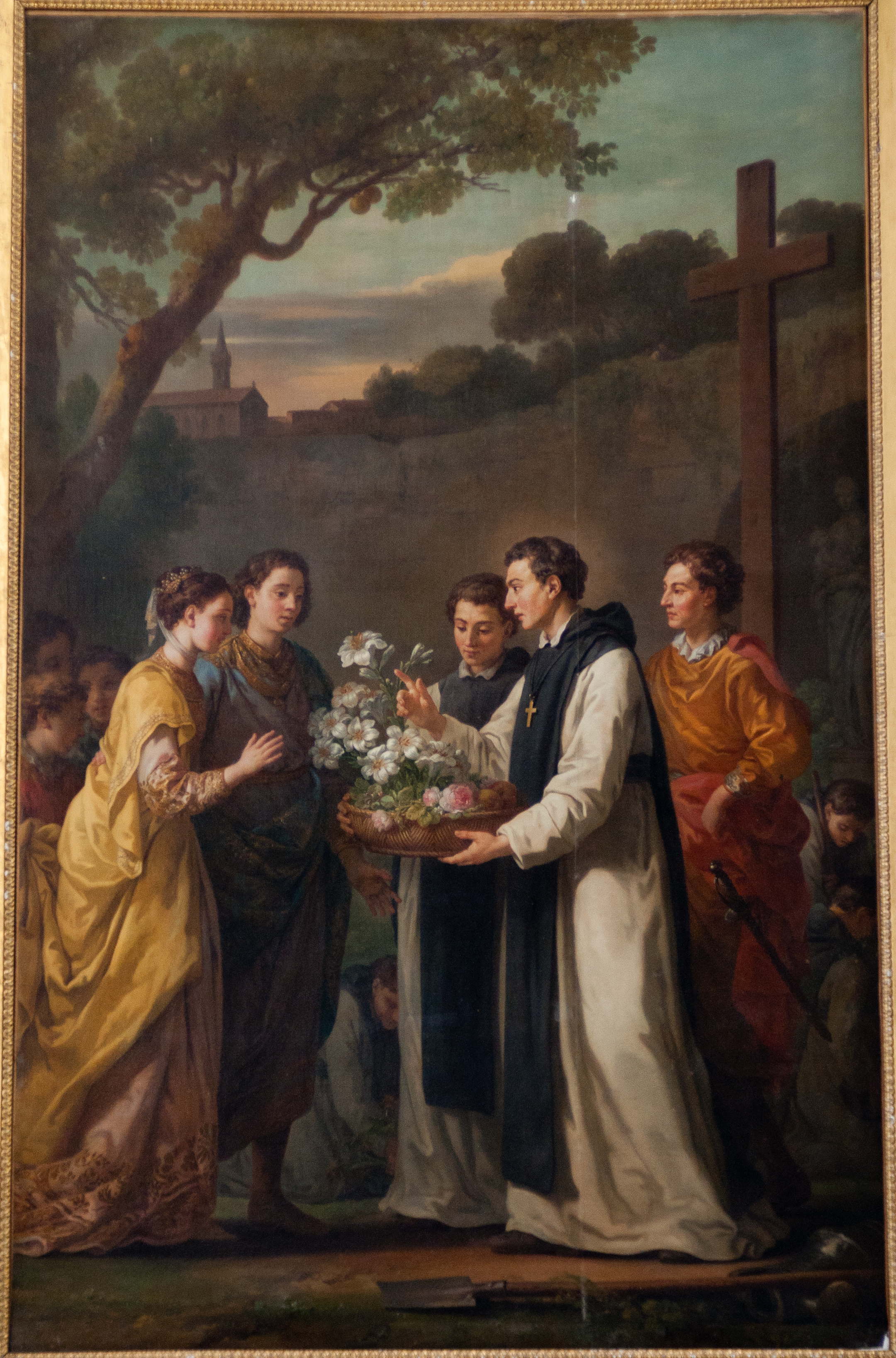
La chapelle. Retable représentant Saint-Louis et Marguerite de Provence visitant saint Thibaut. Joseph-Marie Vien, 1776.

Deux colonnes ioniques en bois cannelé encadrent le maître autel, qui supporte un fronton cintré où Joseph Prévôt a sculpté une gloire rayonnante. Un retable du peintre Joseph-Marie Vien représente saint Thibaut offrant à Louis IX et Marguerite de Provence, venus en pèlerinage à l'abbaye des Vaux-de-Cernay peu  après leur mariage, une corbeille de lys dont les onze tiges prophétisent leur postérité,. Commandée par le Roi en 1767, la toile de 8 pieds 6 pouces de haut par 5 pieds 9 pouces de large, réalisée en 1774, n'est installée que l'année suivante, sur ordre Marie-Antoinette. Louis XV, mort un an auparavant, n'aura donc pu l'admirer. Une nouvelle bordure de bois doré, plus ouvragée, est sculptée par Buteux en 1776.
En 1847, Louis-Philippe fait installer deux sculptures dans les niches latérales de l'autel : L'Éducation de la Vierge par sainte Anne, achevée par  Julien Gourdel en 1844, et Jésus au jardin des Oliviers, réalisée par Jacques-Augustin Dieudonné en 1846. On observe que ces groupes sculptés ne sont pas à l'échelle car trop petits pour leur cadre.
En 1784, déplorant que « toutes les pendules du château [se sont] détraquées en même temps », Marie-Antoinette commande à Robert Robin, fournisseur du Roi, une horloge pour orner le clocher. Installée l'année suivante moyennant 24 000 livres, elle sonne tous les quarts-d'heure et possède deux cadrans de tôle orientés l'un vers le château, l'autre vers les communs. Le 14 brumaire an II, elle est démontée pour être transférée à la Convention nationale. Mais elle est déposée au Muséum national d'histoire naturelle où elle se trouve encore aujourd'hui, incorporée aux boiseries de la salle des espèces menacées et des espèces disparues,. Elle est classée monument historique.
Napoléon commande à Pierre-Basile Lepaute, issu d'une grande famille d'horlogers, une nouvelle horloge. Non entretenue, celle-ci est restaurée en 2004 et dotée d'un système de remontage automatique.
En même temps que la chapelle est créé un petit corps de logis qui abrite la sacristie et la maison du Suisse. Celui-ci fait office de portier du Petit Trianon. Il est seul à détenir la clef du domaine et, aussi, les droits et privilèges de le faire visiter en l'absence de la Reine. À côté se trouve le corps de pompiers.
En 2007, sur les conseils de Pierre-André Lablaude, la cour intérieure de l'angle nord de la chapelle est transformée en patio pour permettre un meilleur accueil des visiteurs, qui s'effectue depuis lors par cette « Maison du Suisse ». On pénètre ensuite dans le château par une galerie couverte, derrière la salle des gardes.

#### Le Théâtre de Marie-Antoinette

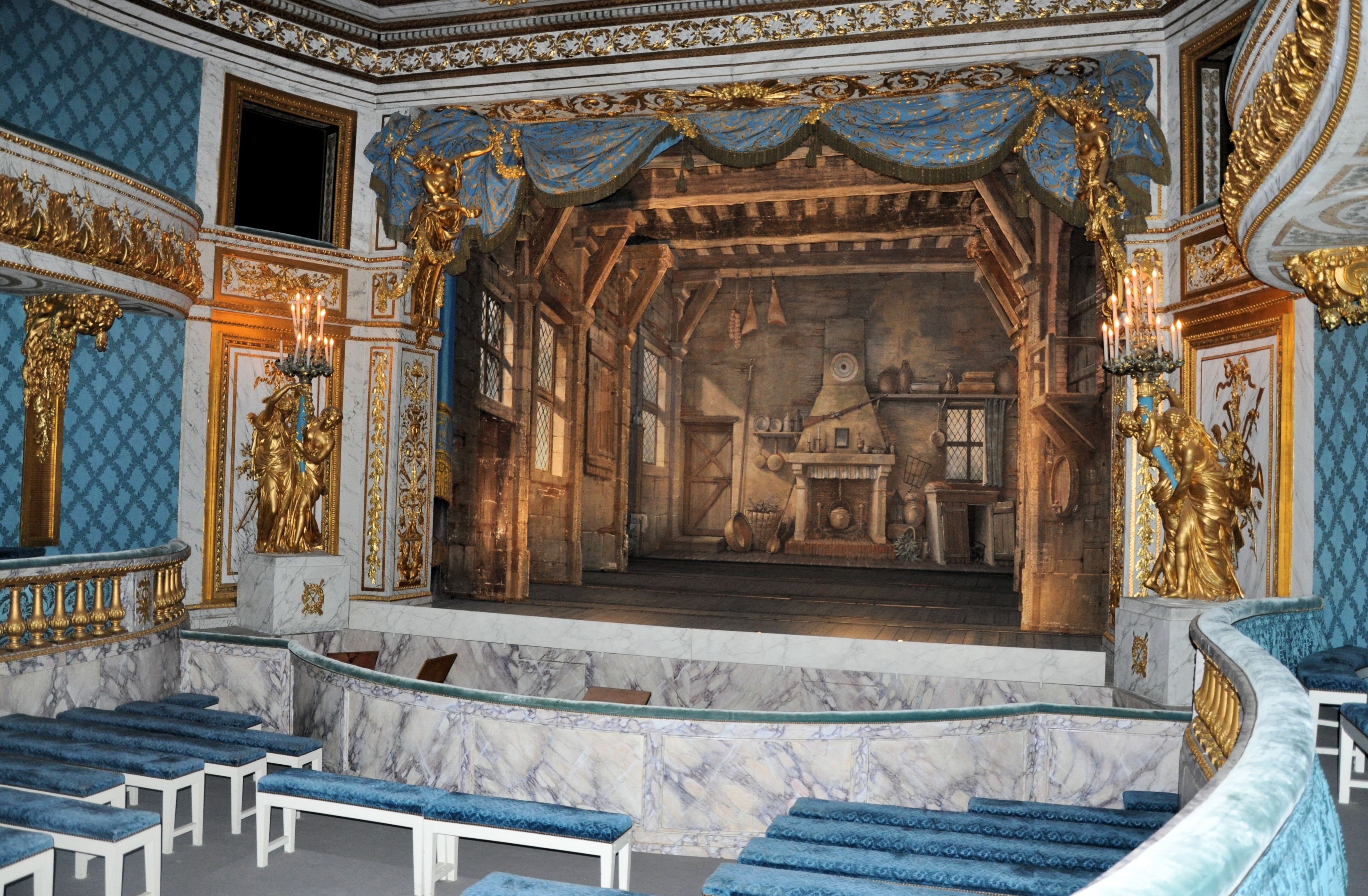
Le Théâtre de Marie-Antoinette. Vue intérieure.

Bâti en à peine plus d'une année, en 1778–1779, le théâtre est réalisé par Richard Mique, à la limite entre le Jardin français et le Jardin anglais, sur commande de Marie-Antoinette dont le jeu théâtral est une passion depuis l'enfance. L'extérieur est empreint d'austérité ; seul le fronton, représentant le Génie d'Apollon, et les deux colonnes ioniques égaient la façade. Le décor de la salle, en revanche, est rutilant de bleu et d'or, mais il est factice : les stucs, les frises et les « boiseries » sont en carton-pâte, peint et doré ; les marbres sont en réalité en trompe-l'œil ; les statues sont en plâtre relevé d'ors vert et jaune et les soieries sont réalisées à l'économie. La scène, plus vaste que la salle conçue pour environ deux cents spectateurs, dispose d'une machinerie sophistiquée pour les changements de décor. Le plan est inspiré de celui du théâtre qu'Ange-Jacques Gabriel avait élevé pour madame de Pompadour au château de Choisy. Au plafond, une copie installée en 1968 remplace la toile originale de Jean-Jacques Lagrenée, Apollon au milieu des Grâces et des Muses. Le parterre, de forme ovale, est encadré de deux baignoires ceinturées, elles-mêmes surmontées d'un balcon et d'un poulailler grillé. Une galerie de treillage, pour protéger d'un soleil trop ardent, le relie au château du Petit Trianon.

### Le Jardin anglais
Contrastant en tous points avec le jardin à la française qui s'étend derrière le château de Versailles, le Jardin anglais du Petit Trianon témoigne de l'esthétique et de la pensée de la seconde moitié du XVIIIe siècle. L’œuvre végétale n'est plus disjointe de la nature, elle l'imite, la met en scène. Il n'y a plus d'un côté l'homme et de l'autre le jardin géométrique. Sous l'influence d'une pensée voltairienne et athée, le jardin à l'anglaise place l'homme au centre de l'univers. Richard Mique intègre et assimile dans la construction du jardin les influences en vogue depuis le début des années 1770, sans pour autant les imiter aveuglément, : Thomas Whately (en) et l'Art de former les jardins modernes, Claude-Henri Watelet et son Essai sur les jardins, Antoine-Nicolas Duchesne, Michel Paul Guy de Chabanon et l'Épître sur la manie des jardins anglais, Jean-Marie Morel et la Théorie des jardins, Georges-Louis Le Rouge et les Jardins anglo-chinois et l'abbé Delille et son poème Les jardins.
Ce décor champêtre, dont la perspective porte le regard au-delà même des limites du domaine en s'étendant aux campagnes, est ponctué de diverses fabriques qui s'harmonisent avec un environnement naturel d'arbres, de pelouses et de pièces d'eau : les classiques, inspirées de l'Antiquité, comme le Temple de l'Amour ou le Belvédère, les exotiques, comme le Jeu de bague, les naturelles, comme le rocher ou la grotte et les rustiques, à l'image des maisonnettes du hameau.

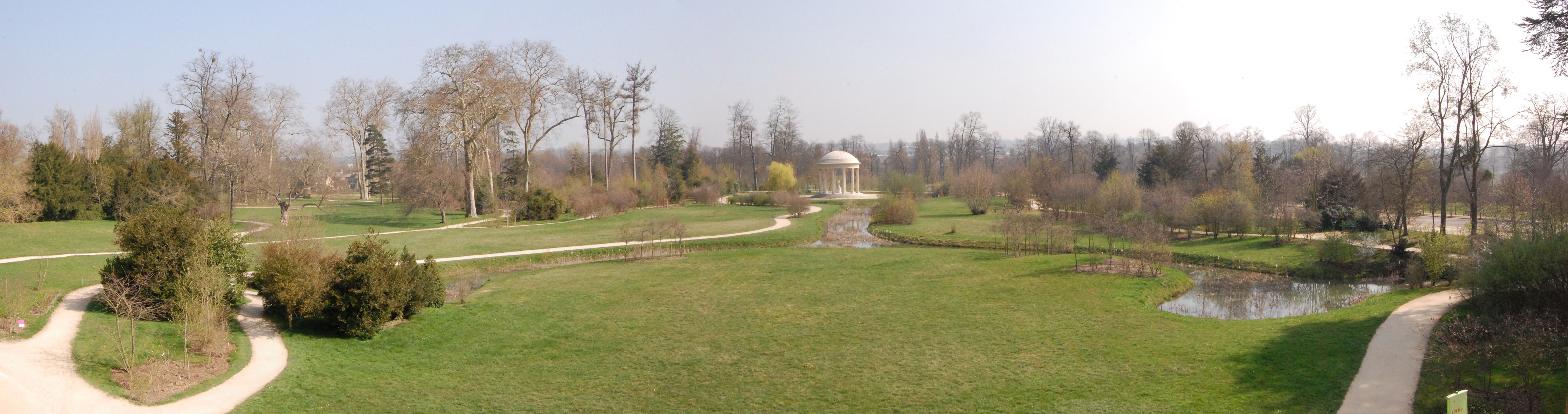
Le Jardin anglais vu depuis le premier étage du château.

#### Le Belvédère - Le Grand Rocher

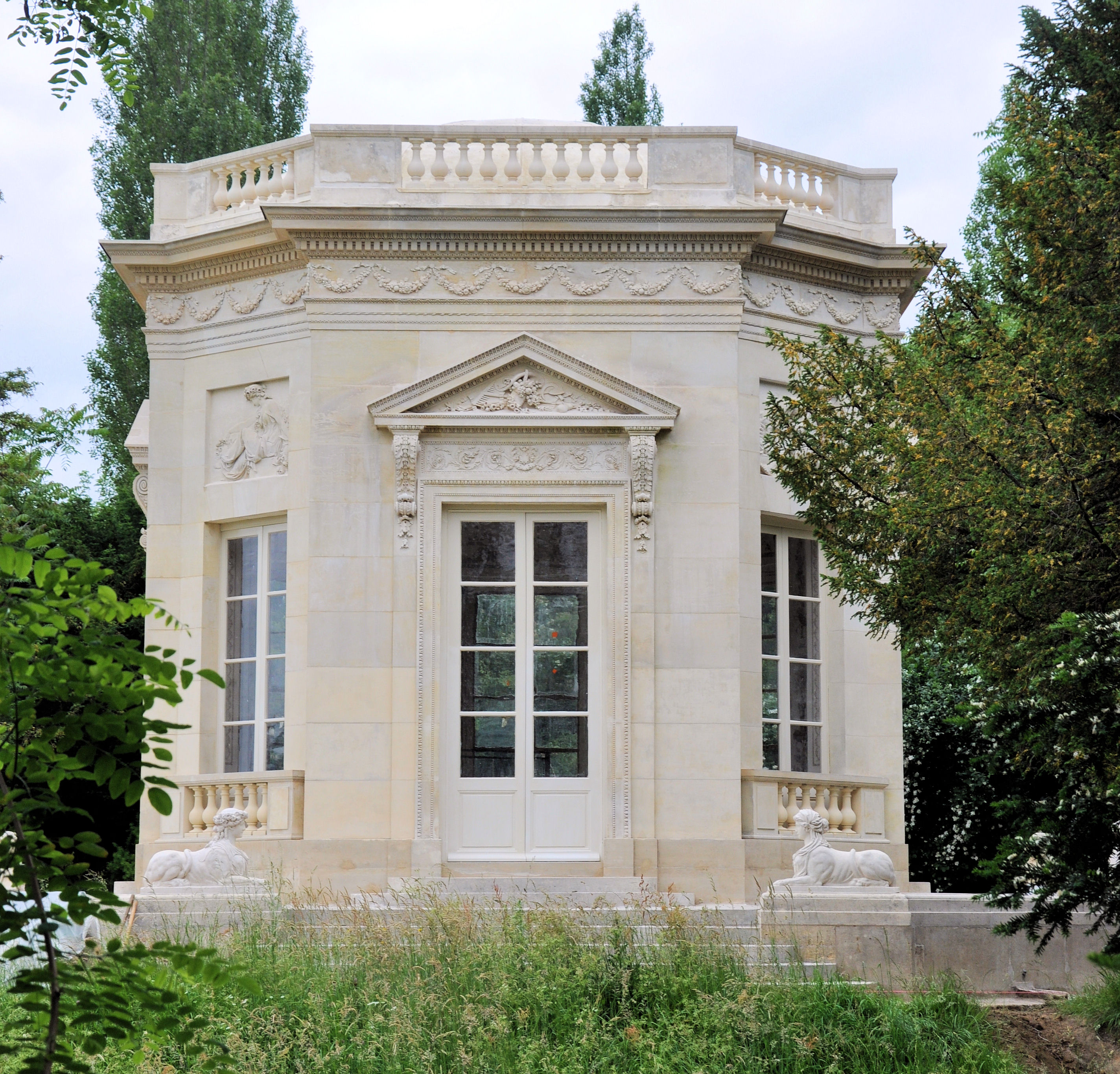
Le Belvédère.

Le belvédère, petit pavillon de forme octogonale, surmonté d'un dôme de plomb caché par une balustrade, se dresse sur une butte dominant le petit lac. Il est édifié de mars 1778 à mai 1781 et fait partie de la série de fabriques construites par Richard Mique. Il est utilisé par Marie-Antoinette comme salon de musique. Le pavillon est gardé par des paires de sphinges symbolisant les saisons, sculptées en 1778 par Joseph Deschamps, comme la décoration des façades. Il abrite un luxueux salon circulaire, aux murs revêtus de stuc par Louis Mansiaux et peints d'arabesques à l'huile par Sébastien-François Leriche. La coupole, de Jean-Jacques Lagrenée le Jeune, représente des Amours dans un ciel. Le sol est pavé d'une mosaïque de marbre bleu turquin, vert, blanc veiné et rouge.
Le « Grand rocher », dont la construction, laborieuse, nécessite quatre années, est le pendant naturel du belvédère : cette montagne artificielle, entourée de conifères et constituée de gros blocs de pierre, est la source même de l'effet aquatique de cette « petite Suisse », parfois aussi surnommée le « Jardin alpin ». Depuis un réservoir situé à l'arrière et alimenté par le bassin du Trèfle, les eaux se jettent en torrent dans le petit lac.
Après une année de travaux de restauration financés par les mécènes Vinci et World Monument Fund pour un montant d'un million d'euros, le belvédère et son rocher sont inaugurés le 6 juin 2012,.

#### La Grotte

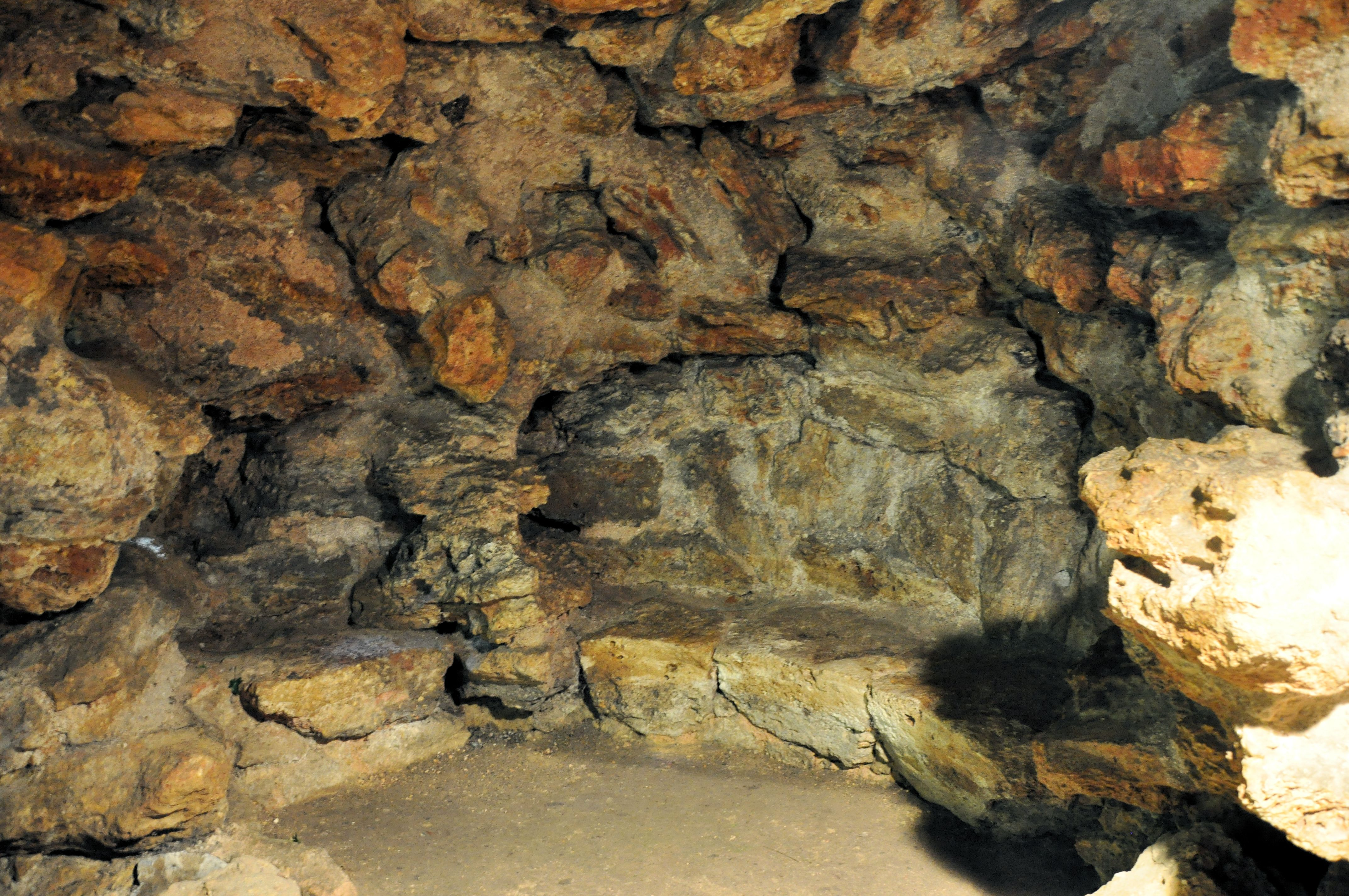
La Grotte.

À droite du belvédère, une colline artificielle porte le nom de « montagne de l'escargot », en raison de son dédale de chemins escarpés et ombragés, lesquels aboutissent à une terrasse. Ce paysage prétendument montagnard est composé d'une succession d'étages scientifiquement hiérarchisés de pins, mélèzes, sapins ou genévriers, rappelant les précipices du Valais. Une petite vigne couvre l'un des versants.
Au pied de la montagne, une petite vallée conduit à la grotte. L'entrée en est à dessein peu repérable afin de ménager l'effet de surprise. Le page Félix d'Hézecques la décrit ainsi : « si obscure que les yeux, d'abord éblouis, avaient besoin d'un certain temps pour découvrir les objets. Toute tapissée de mousse, [elle] était rafraîchie par le ruisseau qui la traversait ». La grotte permet à la Reine de s'isoler et d'échapper aux visiteurs inopportuns ; elle est fermée d'une grille du côté de l'escalier, le bruit de la cascade couvre le son des conversations et un orifice laisse apercevoir de l'intérieur ceux qui voudraient s'approcher, disposition sans doute volontaire de l'architecte qui entretient le mystère et alimente les rumeurs du temps de Marie-Antoinette, alors que ce réduit est avant tout une décoration de jardin. L'idée est d'ailleurs répandue d'aménager, dans les jardins de l'époque, des « grottes sauvages » : on en trouve au Désert de Retz, à Ermenonville, à Méréville, à Neuilly ou à Rambouillet,. Mais celle-ci est de dimensions réduites, un refuge bucolique et romantique favorable à la mélancolie. Elle est couverte de peluche teintée de vert, donnant l'illusion d'un tapis de mousse sur l'intégralité de la grotte, complété d'un décor en trompe-l'œil.
En l'an 2000, la grotte est restaurée grâce au mécénat de Friends of Vieilles Maisons Françaises. En parallèle, la recomposition végétale et paysagère de la butte bénéficie du soutien de Parcs et Jardins de France.

#### Le Temple de l'Amour

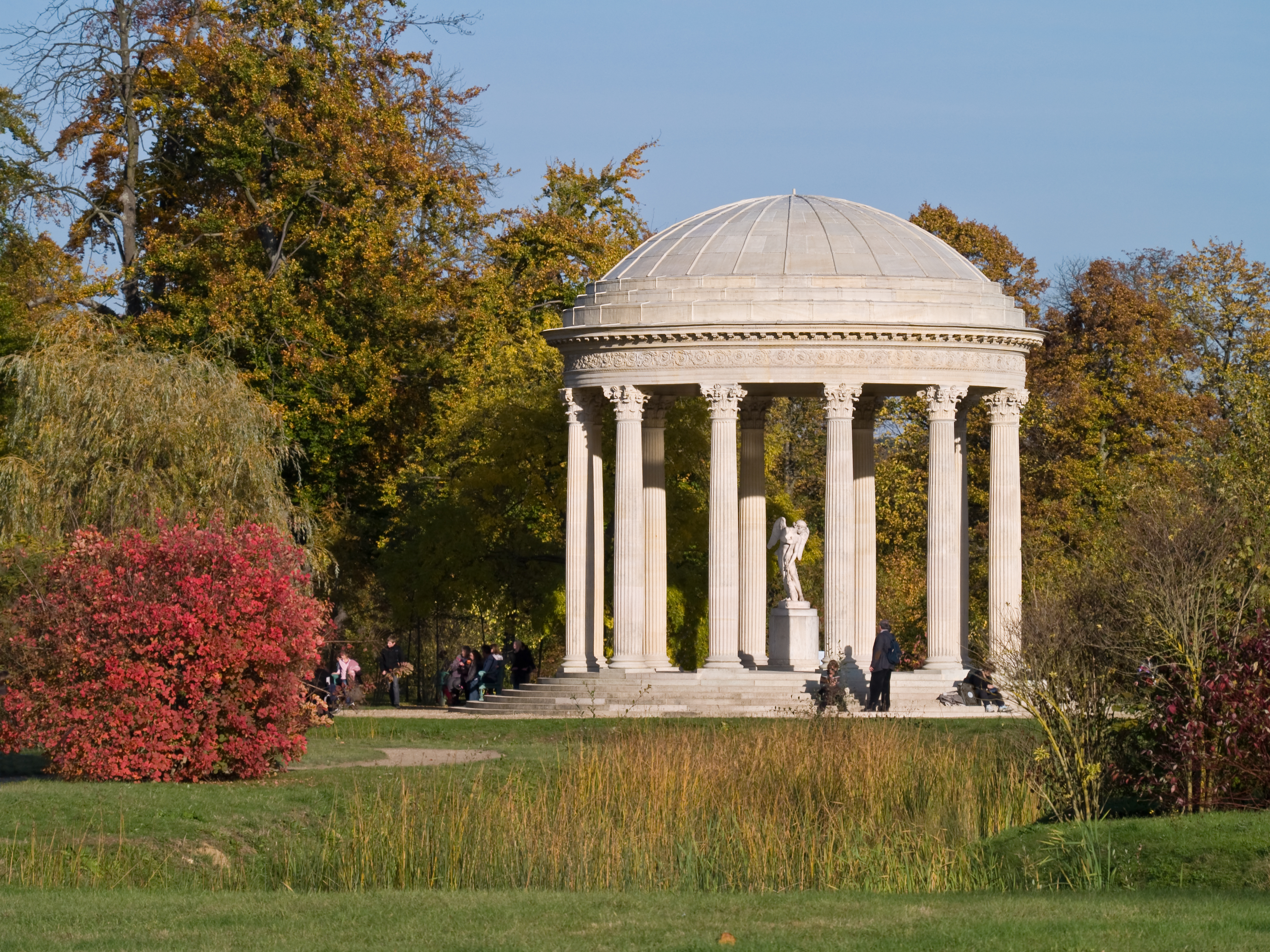
Le Temple de l'Amour.

Terminé en 1778, le Temple de l'Amour, fabrique de style antique, est érigé par Richard Mique et Joseph Deschamps sur un îlot de la rivière artificielle à l'est du Jardin anglais. La tholos, placée sur une plate-forme surélevée de sept marches, comprend douze colonnes corinthiennes qui supportent un dôme décoré de caissons, dont les bas-reliefs représentent les symboles de l'amour. La sculpture au centre du temple est une copie exécutée par Louis-Philippe Mouchy, autre sculpteur du XVIIIe siècle, de l'Amour se taillant un arc dans la massue d'Hercule, d'Edmé Bouchardon, statue conservée au musée du Louvre.

#### Le Hameau de la Reine

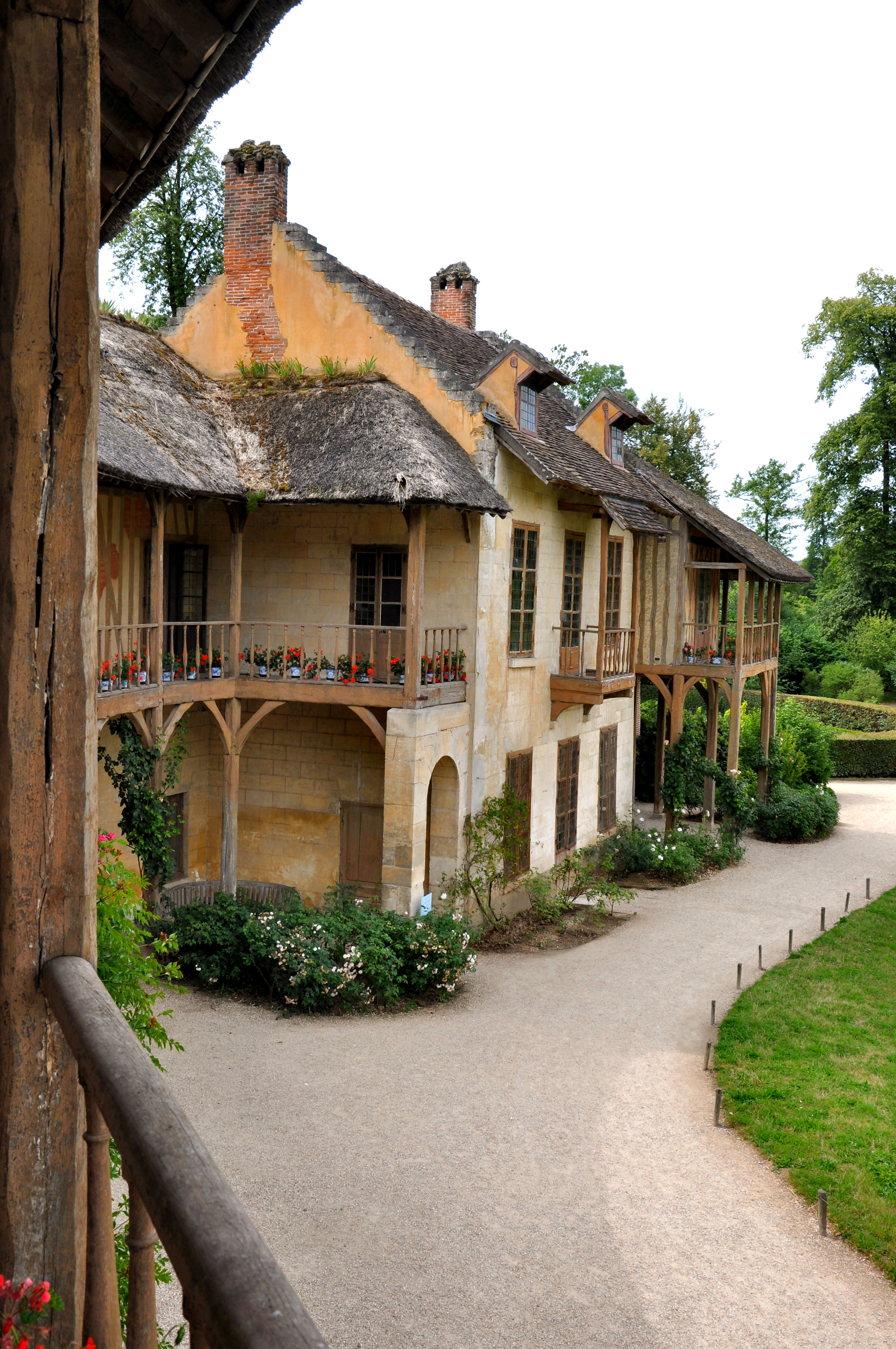
Le Hameau. La Maison de la Reine.

Pour satisfaire son goût du rustique, Marie-Antoinette désirait faire construire, comme pour le Prince de Condé à Chantilly en 1775, un petit hameau. En 1783, Richard Mique conçoit les plans d'un petit village idyllique.
 Autour d'un étang artificiel, il va faire ériger douze chaumières agrémentées de potagers, de vergers, d'une ferme pour produire du lait et des œufs pour la reine et de petits jardins clos ainsi qu'un phare et un moulin. La plus importante de ces maisons est la Maison de la Reine au centre du hameau.
Le Petit Trianon et ses jardins ont été talentueusement représentés par le peintre et dessinateur Claude-Louis Châtelet, à la demande de la reine dont il était l'un des artistes favoris.

#### Le jeu de bague chinois

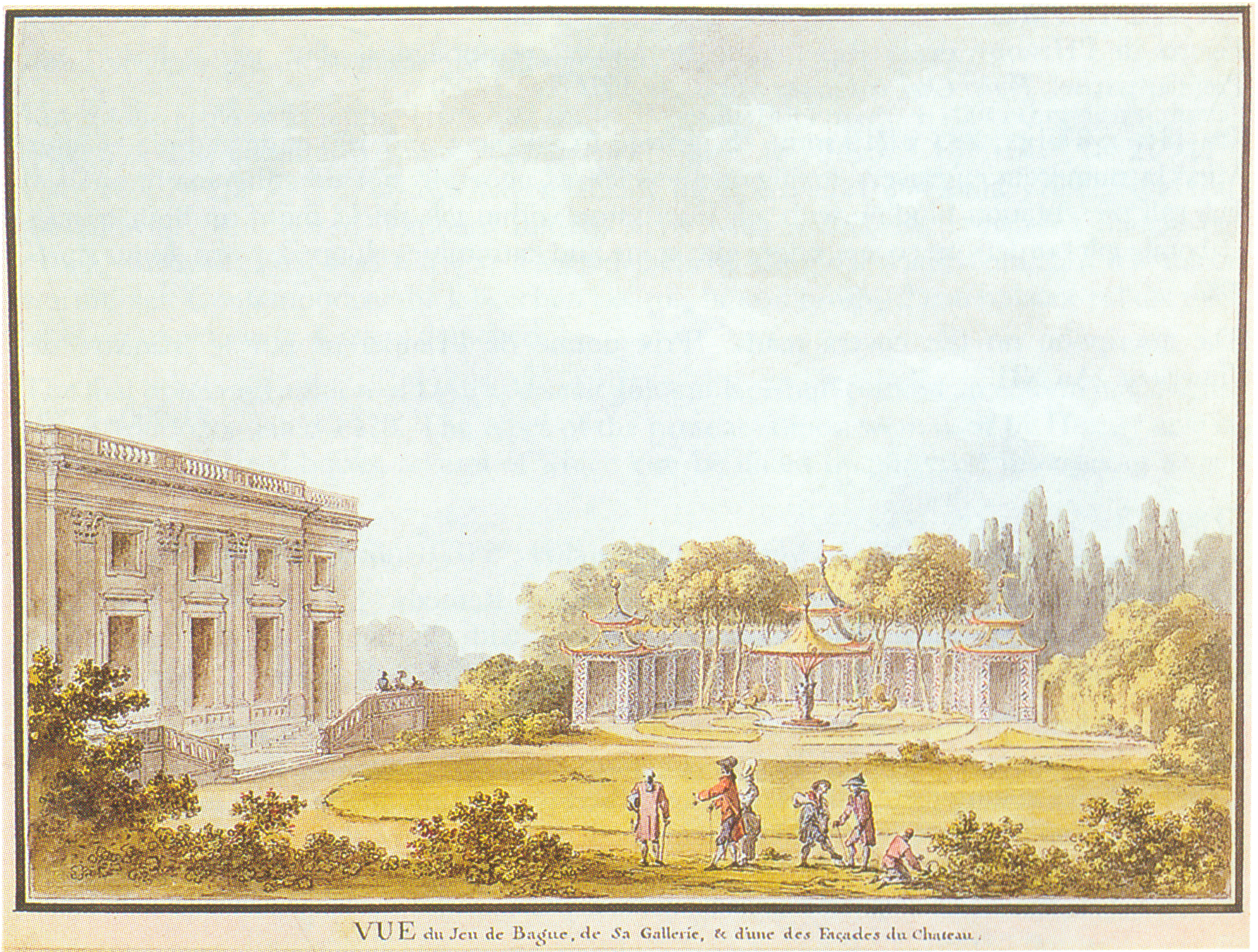
Le Jeu de bague chinois.
Gravure de Claude-Louis Châtelet, 1787.

Le jeu de bague chinois, inauguré au printemps 1777 à proximité du petit château, était un manège surmonté d'une immense ombrelle de six mètres de diamètre tournant sur un pivot. Le mât était soutenu par trois sculptures de Chinois, en chêne des Vosges et de Hollande, et au sommet tournait une girouette ornée de deux dragons dorés. Les joueurs prenaient place sur quatre chimères à cornes de cuivre, les joueuses sur des paons, et s'amusaient à décrocher, avec des lances de cinquante centimètres de longueur, les anneaux de métal suspendus,. Le mécanisme, mû par deux serviteurs, avait été installé dans une fosse et son entretien délicat avait été confié à l'ingénieur royal Jean-Tobie Mercklein.
En 1781, on compléta l'ensemble par une petite galerie semi-circulaire en treillage, surmontée d'un toit de pagode chinoise et dont le salon central ovale était meublé de douze bancs de bois peint avec des dossiers à entrelacs chinois, pour le confort des spectateurs. Lors de travaux réalisés dans le château de Gabriel l'année suivante, on créa en sous-sol une galerie qui permet un accès direct, sous le perron menant au jeu de bague, à une porte placée sur le demi-palier de l'escalier central.
Ce divertissement avait des détracteurs, qui critiquaient sa « frivolité » et reprochaient l'opposition de style avec le château tout proche. C'est sans doute aussi ce jeu qui participa aux reproches faits à la Reine lors de sa disgrâce.
À la Révolution, le jeu de bague fut démonté et vendu en pièces détachées pour le tiers de son prix. Napoléon en fit réaliser une réplique assez exacte en 1810 pour sa nouvelle épouse Marie-Louise, petite-nièce de Marie-Antoinette. On avait conservé les sculptures de Chinois, mais les animaux étaient désormais des cygnes et des aigles, oiseaux favoris de l'époque impériale. La fosse était un peu plus grande et le mécanisme plus sophistiqué. Le mât supportant le parasol duquel pendait seize sonnettes de buis était surmonté d'un dragon ailé. Le budget de 20 000 francs ayant été dépassé, il ne fut pas possible de rétablir la galerie de Marie-Antoinette, on installa simplement une balustrade.
Le jeu de bague disparut au milieu du XIXe siècle, mais la galerie de liaison avec le château a été restaurée en 2008. On a planté en 1988 un tilleul, puis, huit ans plus tard, à sa place, un jeune tulipier au centre d'un cercle de gazon, pour représenter l'ancien mât et le plateau du jeu de bague.

#### Deux projets inaboutis: «Ruine de Balbec» et «Solitude»
L'architecte Mique reprit un projet du comte de Caraman qui avait souhaité installer une ruine sur le modèle du temple de Balbec : un édifice rectangulaire orné de vingt-quatre colonnes et de bas-reliefs, dont l'entour serait semé de débris, de tambours renversés, de fragments de corniches et d'architraves. Un salon y serait aménagé au rez-de-chaussée, qui permettrait une vue sur le hameau et, au-delà, le village de Saint-Antoine-du-Buisson. Cette fausse ruine, qui se serait située sur le grand rocher un peu à l'écart du hameau, au sud du bois des Onze-Arpents et à l'est du Grand lac, n'a finalement jamais été édifiée, bien qu'on la trouve sur certains plans de 1786-1788. Elle a néanmoins été reprise dans l'histoire des Fantômes du Trianon.
De même, un pavillon chinois de forme trilobée portant le nom de « Solitude » devait être édifié au centre du bois des Onze-Arpents, dans l'un des premiers projets de Richard Mique. Si le projet n'a finalement jamais été réalisé, le jardinier Alain Baraton en a reconstitué le tracé en gazon lors des replantations de 1999 et a créé les trois parterres qui apparaissent sur les plans de Mique.

### La Porte Saint-Antoine

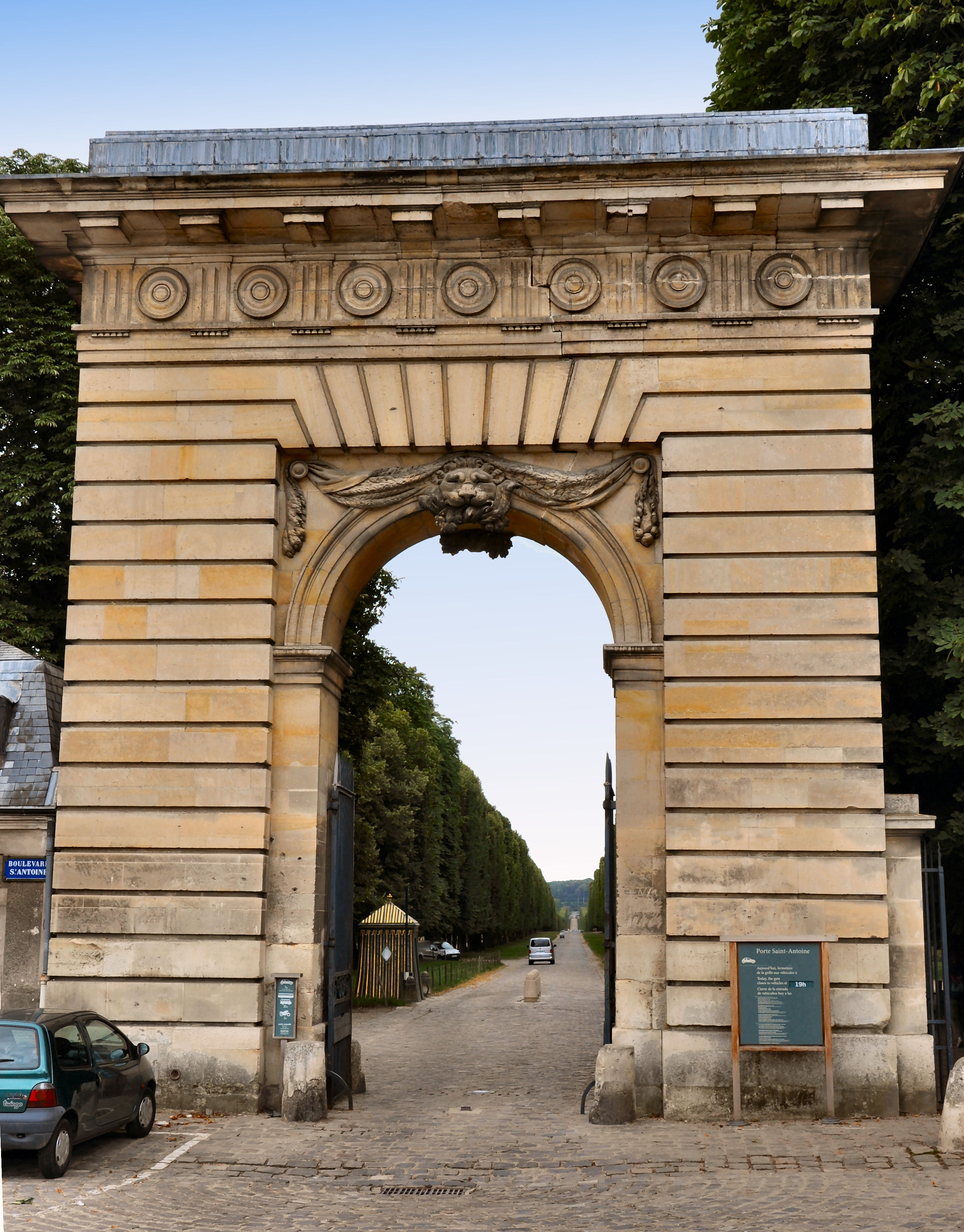
L'arc de triomphe de la Porte Saint-Antoine.

Il existait une porte à l'extrémité de l'allée Saint-Antoine, qui ouvrait sur le village de Saint-Antoine-du-Buisson. Lors d'une de ses visites des travaux de construction du hameau, le roi Louis XVI trouva qu'il manquait quelque chose au tableau. Il décida d'élever un arc de triomphe qu'il dessina lui-même. Le monument fut édifié de juillet 1786 à juin 1787. Il est orné à la clef et sur ses deux faces d'une dépouille du lion de Némée qui fut tué par Hercule. Cette sculpture de Joseph Deschamps est l'emblème de la force et elle est représentée dans d'autres endroits du domaine, marquant symboliquement l'entrée dans un univers dompté par les rois.

## Le «Petit Trianon» dans la culture

### Poésie
- Antoine de Bertin, « Les Jardins de Trianon : Élégie », dans Almanach des Muses, Paris, 1780 (lire en ligne), p. 218–223

### Littérature
- Le lieu est cité à plusieurs reprises dans le roman pour la jeunesse Langelot et le Fils du roi.
- Le Petit Trianon figure également dans les livres Les Roses de Trianon d'Annie Jay.

### Cinéma
Le cinéma a très tôt exploité le décor du Petit Trianon, tout comme celui de l'ensemble du domaine de Versailles, :
- 1908 : Plusieurs scènes sur Marie-Antoinette, d'après la pièce dramatique Varennes[118], aussi d'Henri Lavedan et G. Lenotre ;
- 1908 : Reconstitution historique, film réalisé par Georges Fagot ;
- 1911 : Vues cinématographiques, film réalisé par C. Gilbert ;
- 1925 : Napoléon, film réalisé par Abel Gance[ciné 1],[ciné 2] ;
- 1926 : Voir Versailles et mourir, film réalisé par Henri Diamant-Berger ;
- 1927 : La Valse de l'adieu, film réalisé par Henry Roussel[ciné 3] ;
- 1932 : Au jardin de la Pompadour, film réalisé par Casadesus et Taponier ;
- 1934 : Qui va à la chasse ou les soins inutiles, court-métrage réalisé par la Compagnie française Thomson-Houston ;
- 1954 : Casa Ricordi (La maison du souvenir), film réalisé par Carmine Gallone ;
- 1955 : Marie-Antoinette reine de France, film réalisé par Jean Delannoy[ciné 4],[ciné 5] ;
- 1989 : L'Autrichienne , film réalisé par Pierre Granier-Deferre[ciné 6],[ciné 7] ;
- 2000 : The Affair of the Necklace, film réalisé par Charles Shyer[ciné 8],[ciné 9] ;
- 2005 : Marie-Antoinette, film réalisé par Sofia Coppola [ciné 10],[ciné 11] ;
- 2011 : Les Adieux à la Reine, film réalisé par Benoît Jacquot[ciné 12],[ciné 13],[note 37] ;
- 2011 : 30° Couleur, film réalisé par Lucien Jean-Baptiste et Philippe Larue[ciné 14],[ciné 15] ;
- 2011 : Le Chevalier de Saint-Georges, docufiction de télévision réalisée par Claude Ribbe[ciné 16],[ciné 17] ;
- 2011 : Louis XVI, l'homme qui ne voulait pas être roi, docufiction de télévision réalisée par Thierry Binisti pour France 2[ciné 18],[ciné 19].
- 2012 : Clemenceau, téléfilm réalisé par Olivier Guignard pour France 3[120],[ciné 20],[ciné 21] ;
- 2012 : Billets pour Trianon, court métrage réalisé par Fabien Cohen[120],[ciné 22],[ciné 23],[vidéo] « Disponible », sur YouTube